# Lista de répteis do Brasil
|  | Lista de anfíbios do Brasil |  | Lista de aves do Brasil |  | Lista de mamíferos do Brasil |  | Lista de peixes do Brasil |  | Lista de répteis do Brasil |  | Lista de dinossauros do Brasil |  |

Esta é uma lista das 744 espécies de répteis do Brasil
Observações:
- A lista segue a última versão da Sociedade Brasileira de Herpetologia [1] (12 de dezembro de 2012);
- A organização das espécies segue a ordem alfabética (pelo nome científico);
- O nome vernáculos são inseridos conforme a disponibilidade;
- Para sinônimos, subespécies e comentários taxonômicos, vide o artigo de cada espécie em particular

## Ordem Testudinata
Família Cheloniidae Oppel, 1811
- Caretta caretta (Linnaeus, 1758) - Tartaruga-cabeçuda
- Chelonia mydas (Linnaeus, 1758) - Tartaruga-verde
- Eretmochelys imbricata (Linnaeus, 1766) - Tartaruga-de-pente
- Lepidochelys olivacea (Eschscholtz, 1829) - Tartaruga-oliva

Família Dermochelyidae Fitzinger, 1843
- Dermochelys coriacea (Linnaeus, 1766) - Tartaruga-de-couro

Família Emydidae Rafinesque, 1815
- Trachemys adiutrix Vanzolini, 1995 - Capininga
- Trachemys dorbigni (Duméril & Bibron, 1835) - Tigre-d'água

Família Geoemydidae Theobald, 1868

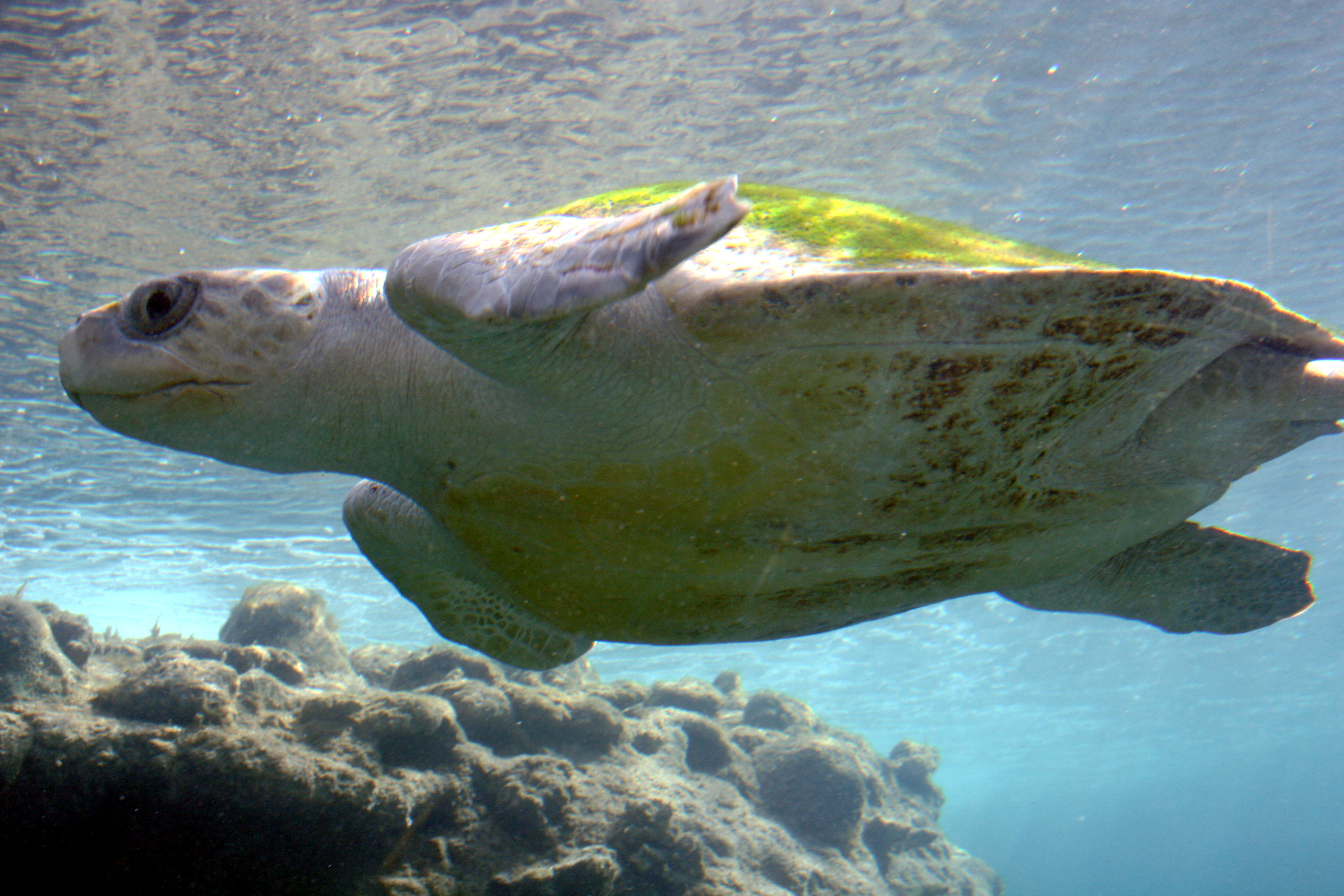
Lepidochelys olivacea

- Rhinoclemmys punctularia (Daudin, 1801) - Aperema

Família Kinosternidae Agassiz, 1857
- Kinosternon scorpioides (Linnaeus, 1766) - Muçuã

Família Testudinidae Batsch, 1788
- Chelonoidis carbonaria (Spix, 1824) - Jabuti-piranga
- Chelonoidis denticulata (Linnaeus, 1766) - Jabuti-tinga

Família Podocnemididae Gray, 1869

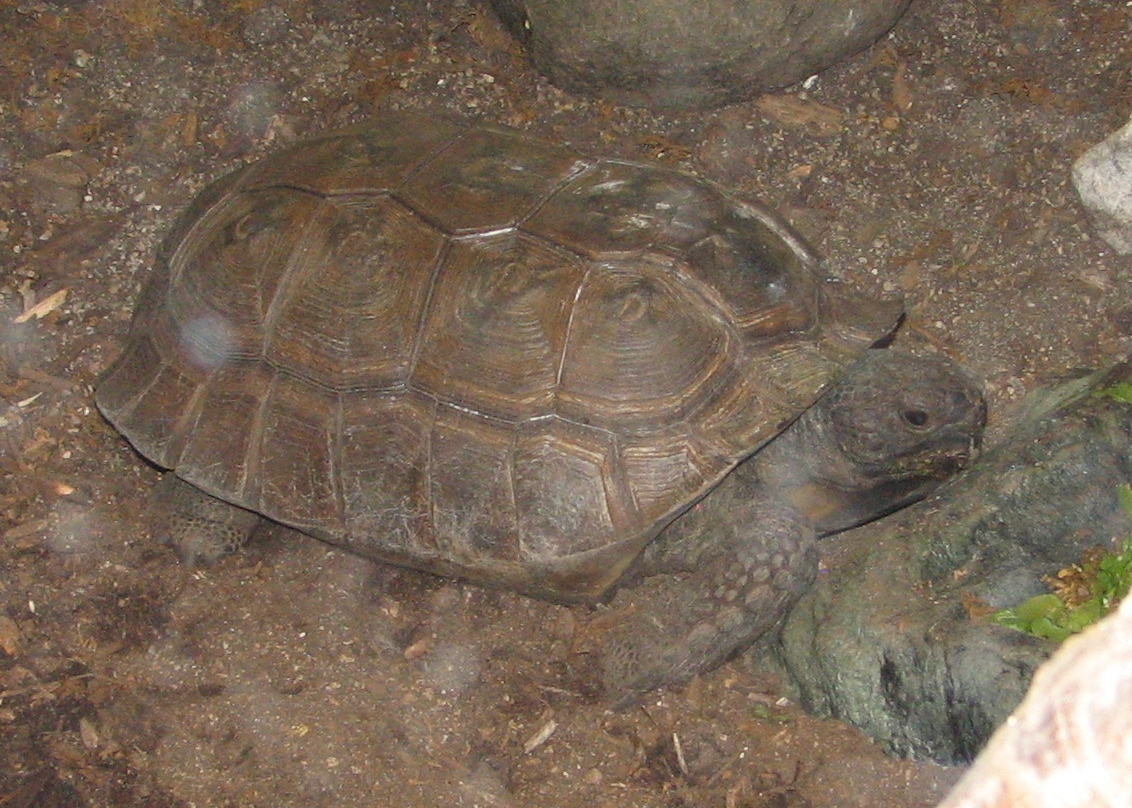
Chelonoidis denticulata

- Peltocephalus dumerilianus (Schweigger, 1812) - Tartaruga-de-cabeça-grande-do-amazonas
- Podocnemis erythrocephala (Spix, 1824) - Tartaruga-de-cabeça-vermelha
- Podocnemis expansa (Schweigger, 1812) - Tartaruga-grande-da-amazônia
- Podocnemis sextuberculata Cornalia, 1849 - Pitiú
- Podocnemis unifilis Troschel, 1848 - Tracajá

Família Chelidae Gray, 1831

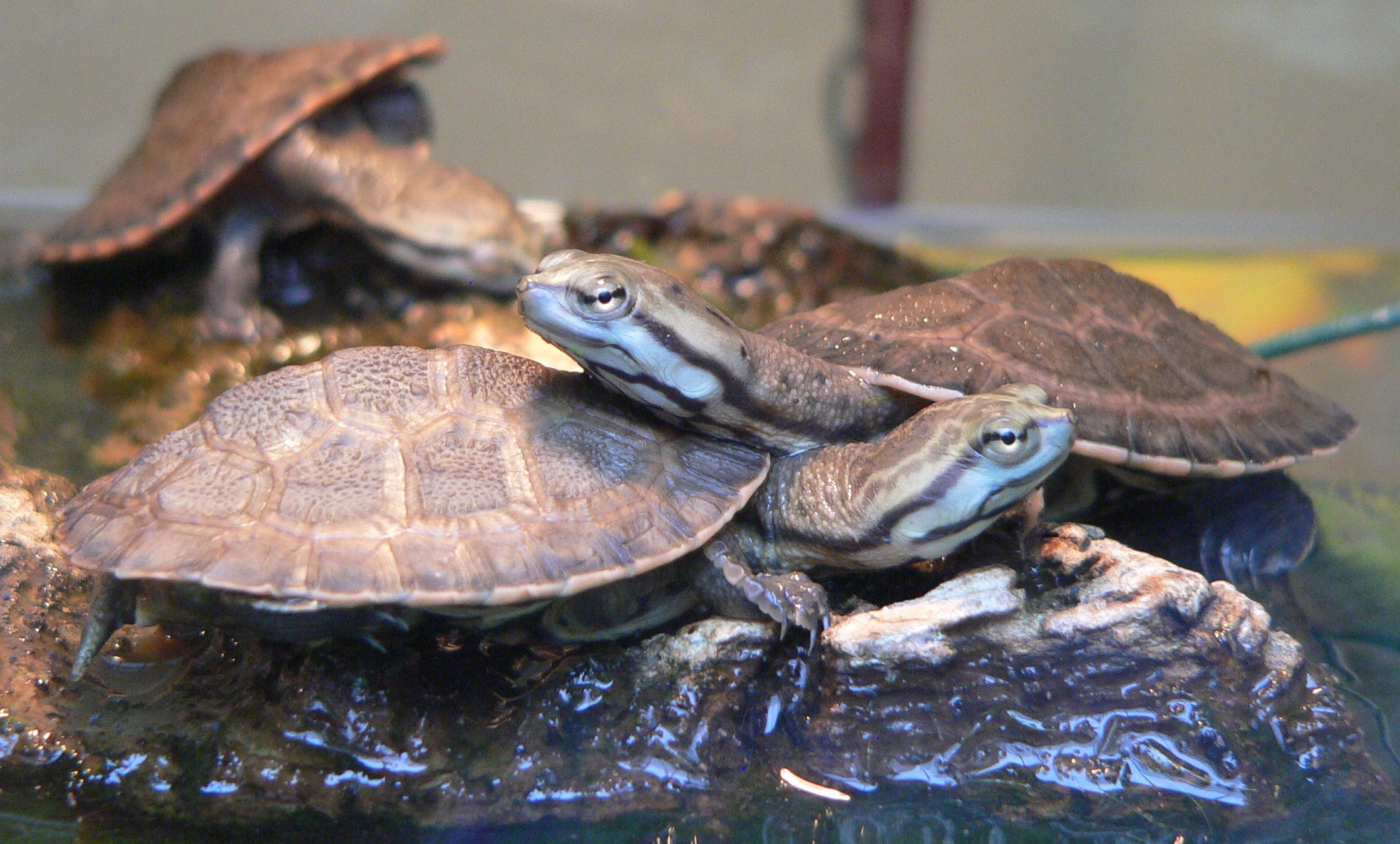
Phrynops geoffroanus

- Acanthochelys macrocephala Rhodin, Mittermeier & McMorris, 1984 - Tartaruga-do-pantanal
- Acanthochelys radiolata (Mikan, 1820) - Cágado-amarelo
- Acanthochelys spixii (Duméril & Bibron, 1835) - Cágado-negro
- Chelus fimbriatus (Schneider, 1783) - Matá-matá
- Hydromedusa maximiliani (Mikan, 1820) - Cágado-da-serra
- Hydromedusa tectifera Cope, 1869 - Cágado-de-pescoço-comprido
- Mesoclemmys gibba (Schweigger, 1812) -  Tartaruga Gibba
- Mesoclemmys heliostemma (McCord, Joseph-Ouni & Lamar, 2000)
- Mesoclemmys hogei (Mertens, 1967) - Cágado-de-hoge
- Mesoclemmys nasuta (Schweigger, 1812)
- Mesoclemmys perplexa Bour & Zaher, 2005
- Mesoclemmys raniceps (Gray, 1855)
- Mesoclemmys tuberculata (Lüderwaldt, 1926) - Cágado-do-nordeste
- Mesoclemmys vanderhaegei (Bour, 1973)
- Phrynops geoffroanus (Schweigger, 1812) - Cágado-de-ferradura-comum
- Phrynops hilarii (Duméril & Bibron, 1835) - Cágado-da-lagoa
- Phrynops tuberosus (Peters, 1870)
- Phrynops williamsi Rhodin & Mittermeier, 1983 - Cágado-de-ferradura-sulino
- Platemys platycephala (Schneider, 1792) - Jabuti-manchado
- Rhinemys rufipes (Spix, 1824)

## OrdemCrocodylia
Família Alligatoridae Gray, 1844
- Caiman crocodilus (Linnaeus, 1758) - Jacaretinga

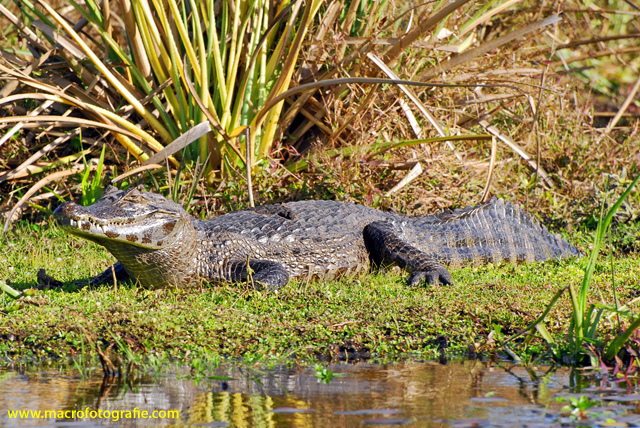
Caiman yacare

- Caiman latirostris (Daudin, 1802) - Jacaré-do-papo-amarelo
- Caiman yacare (Daudin, 1802) - Jacaré-de-lunetas
- Melanosuchus niger (Spix, 1825) - Jacaré-açu
- Paleosuchus palpebrosus (Cuvier, 1807) - Jacaré-anão
- Paleosuchus trigonatus (Schneider, 1801) - Jacaré-curuá

## OrdemSquamata
Família Gekkonidae Gray, 1825
- Hemidactylus agrius Vanzolini, 1978

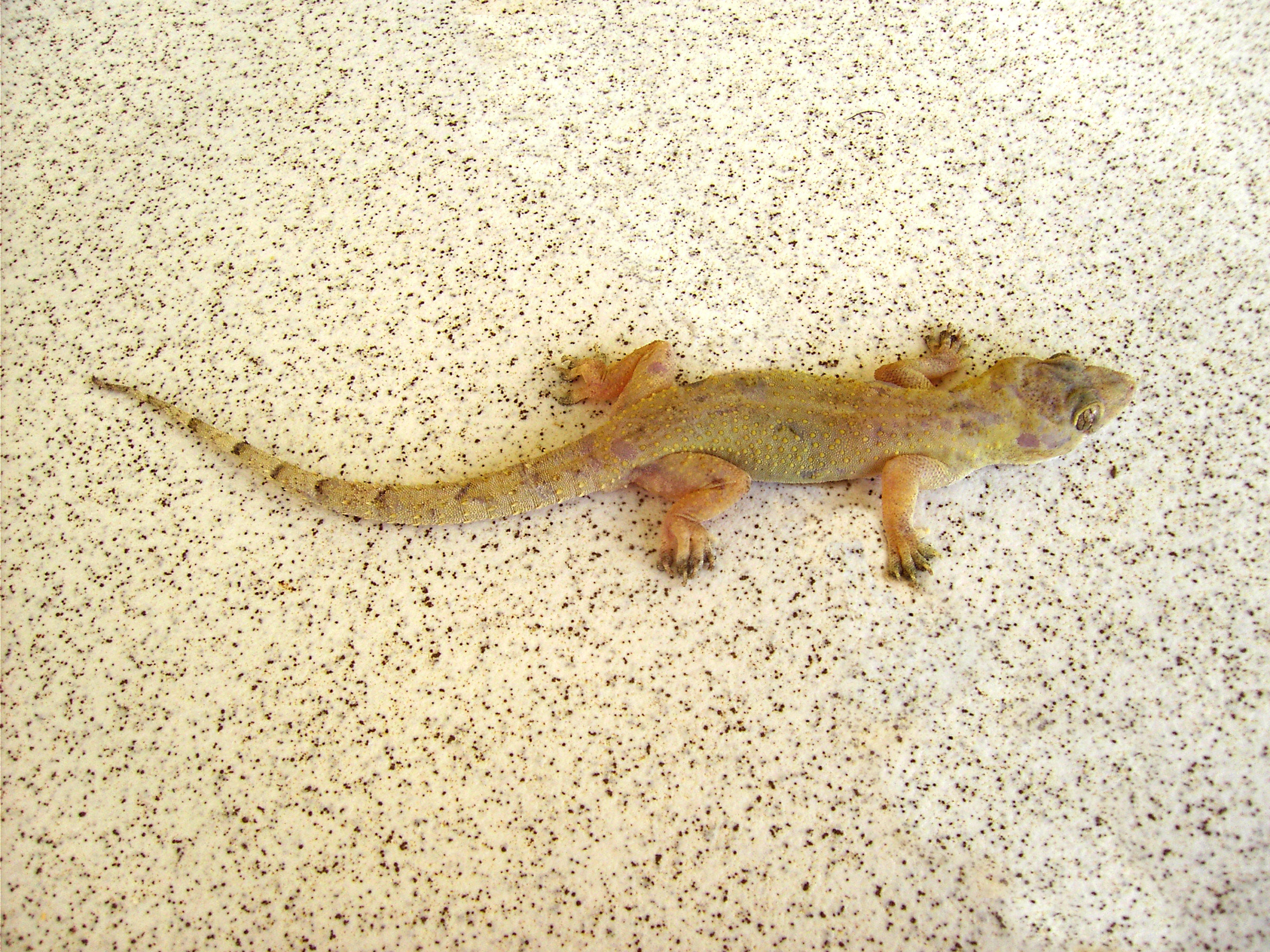
Hemidactylus mabouia

- Hemidactylus brasilianus (Amaral, 1935)
- Hemidactylus mabouia (Moreau de Jonnès, 1818) - Geco-das-casas
- Hemidactylus palaichthus Kluge, 1969
- Lygodactylus klugei (Smith, Martin & Swain, 1977)
- Lygodactylus wetzeli (Smith, Martin & Swain, 1977)

- Gymnodactylus amarali Barbour, 1925
- Gymnodactylus darwinii (Gray, 1845)
- Gymnodactylus geckoides Spix, 1825

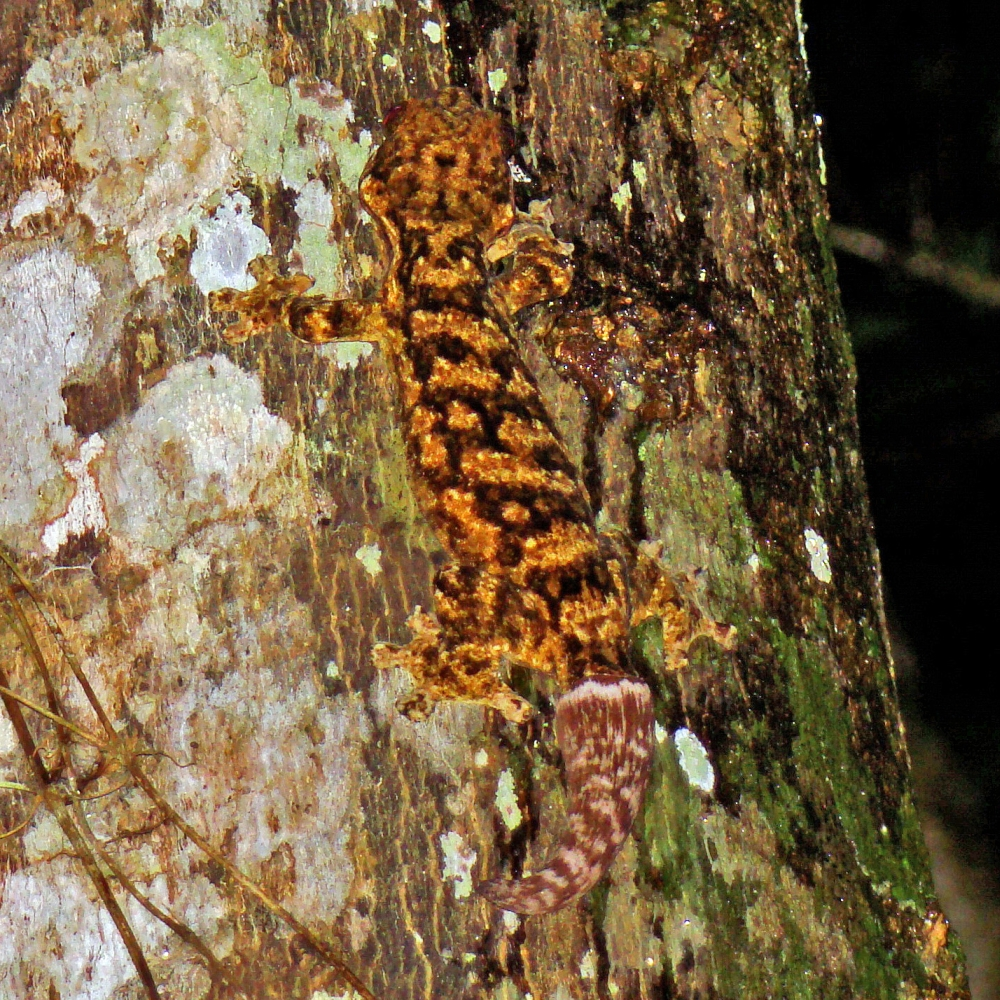
Thecadactylus rapicauda

- Gymnodactylus guttulatus Vanzolini, 1982
- Gymnodactylus vanzolinii Cassimiro & Rodrigues, 2009
- Homonota fasciata (Duméril & Bibron, 1836)
- Homonota uruguayensis (Vaz-Ferreira & Sierra de Soriano, 1961) - Geco-do-campo
- Phyllopezus lutzae (Loveridge, 1941)
- Phyllopezus periosus Rodrigues, 1986
- Phyllopezus pollicaris (Spix, 1825)
- Thecadactylus rapicauda (Houttuyn, 1782)
- Thecadactylus solimoensis Bergmann & Russell, 2007

Família Sphaerodactylidae Underwood, 1954
- Chatogekko amazonicus (Andersson, 1918)
- Coleodactylus brachystoma (Amaral, 1935)
- Coleodactylus elizae Gonçalves, Torquato, Skuk & Sena, 2012
- Coleodactylus meridionalis (Boulenger, 1888)
- Coleodactylus natalensis Freire, 1999
- Coleodactylus septentrionalis (Vanzolini, 1980)
- Gonatodes annularis Boulenger, 1887
- Gonatodes eladioi Nascimento, Ávila-Pires & Cunha, 1987
- Gonatodes hasemani Griffin, 1917
- Gonatodes humeralis (Guichenot, 1855)
- Gonatodes nascimentoi Sturaro & Ávila-Pires, 2011
- Gonatodes tapajonicus Rodrigues, 1980
- Lepidoblepharis festae Peracca, 1897
- Lepidoblepharis heyerorum Vanzolini, 1978
- Lepidoblepharis hoogmoedi Ávila-Pires, 1995
- Pseudogonatodes gasconi Ávila-Pires & Hoogmoed, 2000
- Pseudogonatodes guianensis Parker, 1935

Família Mabuyidae Mittleman, 1952
- Aspronema dorsivittatum (Cope, 1862)
- Brasiliscincus agilis (Raddi, 1823)
- Brasiliscincus caissara (Rebouças-Spieker, 1974)
- Brasilscincus heathi (Schmidt & Inger, 1951)
- Copeoglossum arajara (Rebouças-Spieker, 1981)

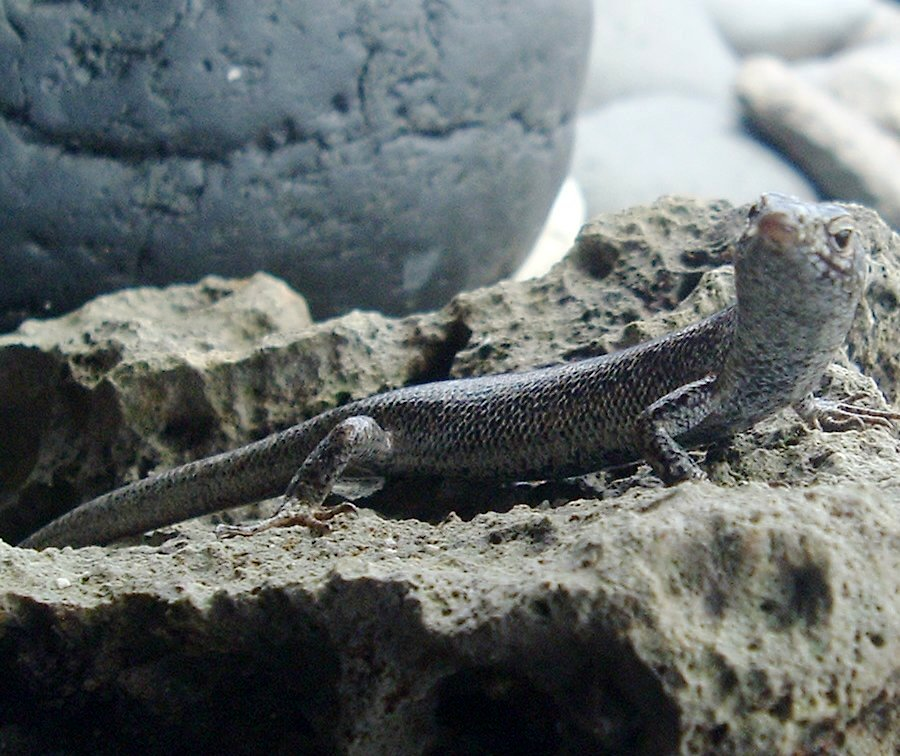
Trachylepis atlantica

- Copeoglossum nigropunctatum (Spix, 1825)
- Exila nigropalmata (Andersson, 1918)
- Manciola guaporicola (Dunn, 1936)
- Notomabuya frenata (Cope, 1862)
- Panopa carvalhoi (Rebouças-Spieker & Vanzolini, 1990)
- Psychosaura agmosticha (Rodrigues, 2000)
- Psychosaura macrorhyncha (Hoge, 1947)
- Varzea bistriata (Spix, 1825)
- Trachylepis atlantica (Schmidt, 1945)

Família Dactyloidae Fitzinger, 1843
- Dactuloa nasofrontalis Amaral, 1933
- Dactyloa philopunctatus Rodrigues, 1988
- Dactyloa phyllorhinus Myers & Carvalho, 1945
- Dactyloa pseudotigrinus Amaral, 1933
- Dactyloa punctatus Daudin, 1802
- Dactyloa transversalis Duméril, 1851
- Norops auratus Daudin, 1802
- Norops bombiceps Cope, 1876
- Norops brasiliensis (Vanzolini & Williams, 1970)
- Norops chrysolepis (Duméril & Bibron, 1837)
- Norops fuscoauratus D'Orbigny, 1837
- Norops meridionalis Boettger, 1885
- Norops ortonii Cope, 1868
- Norops planiceps (Troschel, 1848)
- Norops scypheus (Cope, 1864)
- Norops tandai (Ávila-Pires, 1995)
- Norops trachyderma Cope, 1876
- Norops williamsii Bocourt, 1870

Família Hoplocercidae Frost & Etheridge, 1989
- Enyalioides laticeps (Guichenot, 1855)
- Enyalioides palpebralis (Boulenger, 1883)
- Hoplocercus spinosus Fitzinger, 1843 - Truíra-peva

Família Iguanidae Oppel, 1811
- Iguana iguana (Linnaeus, 1758) - Iguana

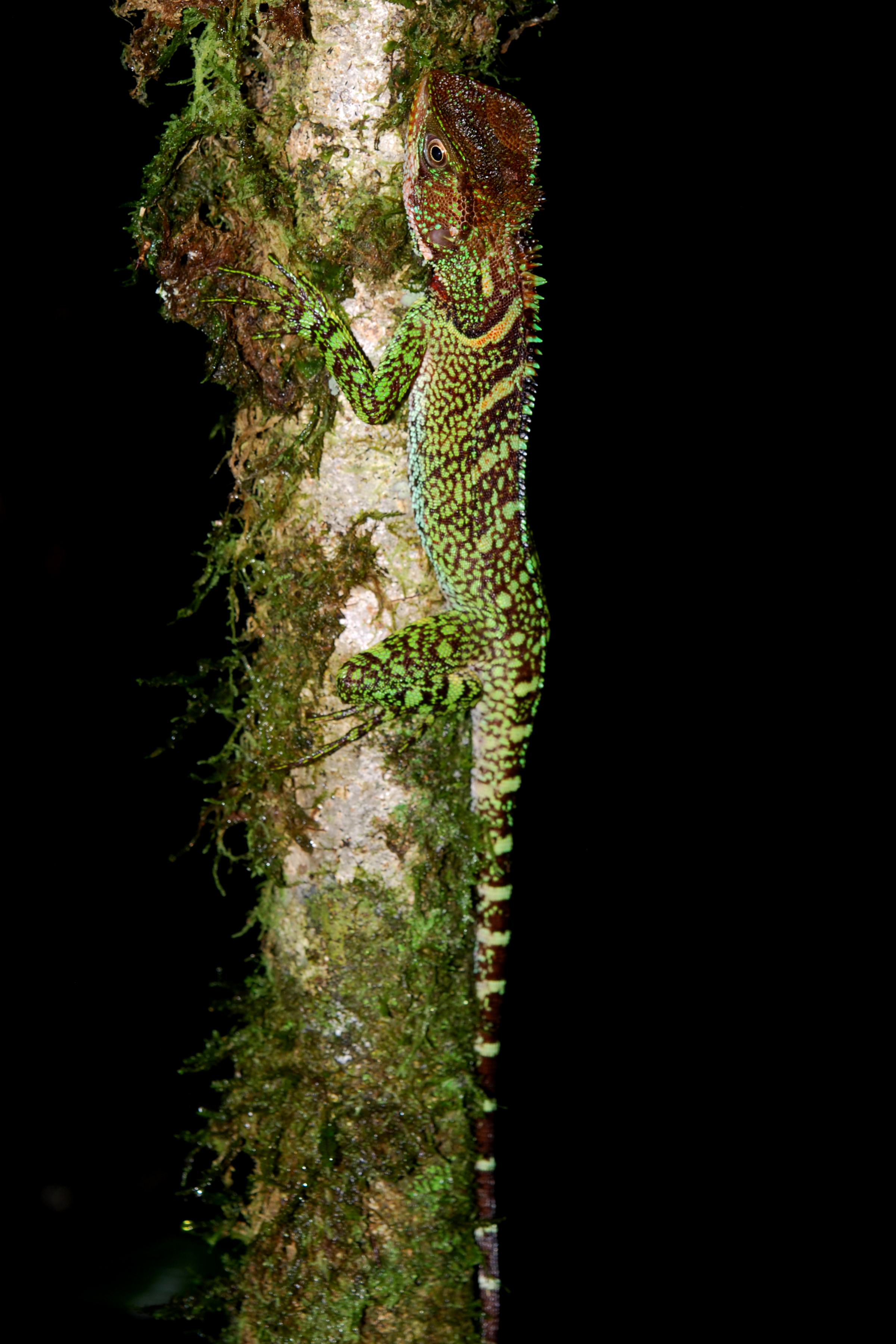
Enyalioides laticeps

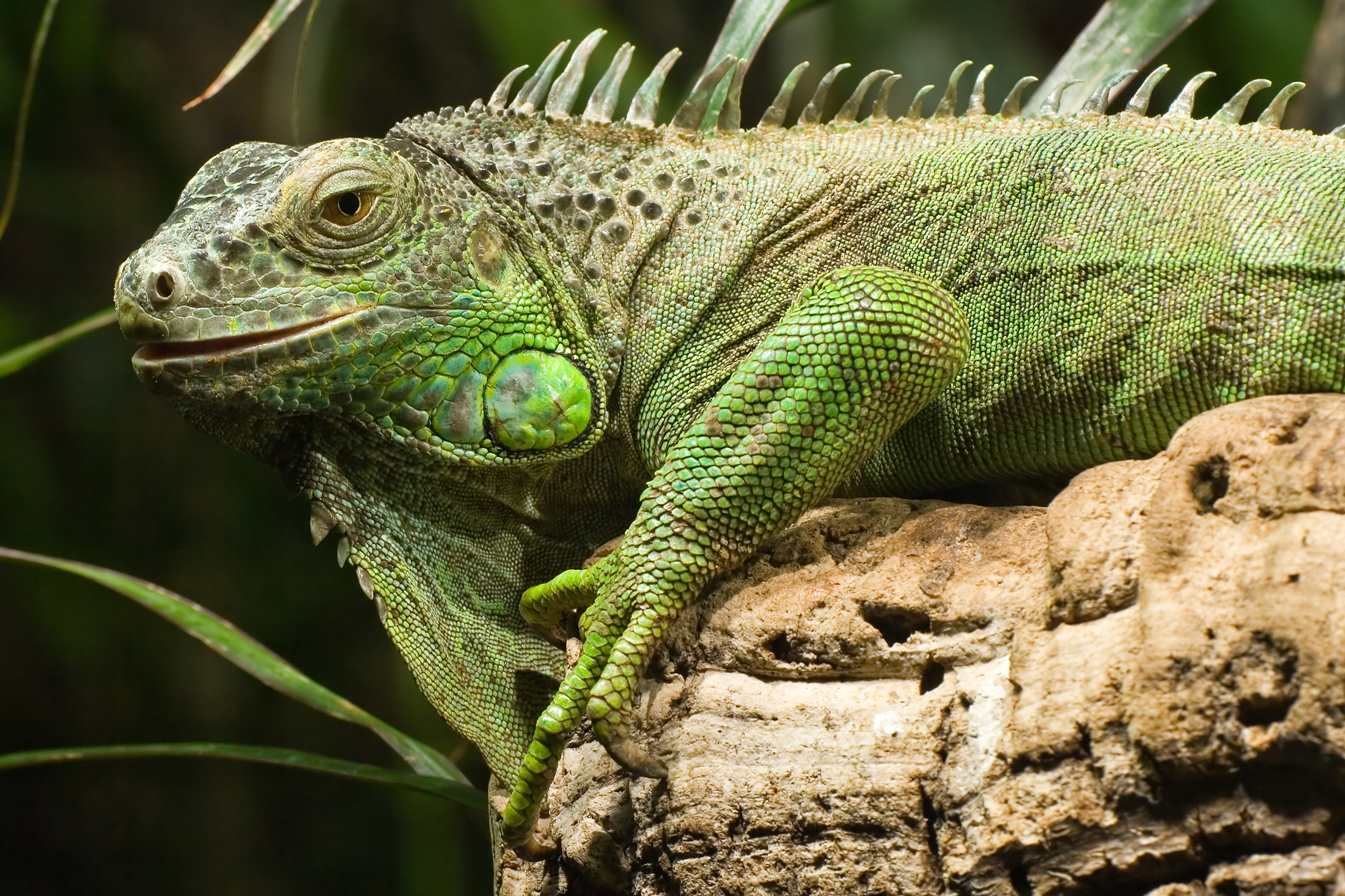
Iguana iguana

Família Leiosauridae Frost, Etheridge, Janies & Titus, 2001
- Anisolepis grilli Boulenger, 1891 - Lagartixa-das-uvas
- Anisolepis undulatus (Wiegmann, 1834) - Papa-vento-do-sul
- Enyalius bibronii Boulenger, 1885
- Enyalius bilineatus Duméril & Bibron, 1837
- Enyalius brasiliensis (Lesson, 1828)
- Enyalius catenatus (Wied, 1821) - Aniju-acanga
- Enyalius erythroceneus Rodrigues, Freitas, Silva & Bertolotto, 2006
- Enyalius iheringii Boulenger, 1885 - Iguaninha-verde
- Enyalius leechii (Boulenger, 1885)
- Enyalius perditus Jackson, 1978
- Enyalius pictus (Wied, 1825)
- Leiosaurus paronae (Peracca, 1897)
- Urostrophus vautieri Duméril & Bibron, 1837 - Iguaninha-rajada

Família Liolaemidae Frost & Etheridge, 1989
- Liolaemus arambarensis Verrastro, Veronese, Bujes & Dias-Filho, 2003
- Liolaemus lutzae Mertens, 1938 - Lagartixa-da-areia
- Liolaemus occipitalis Boulenger, 1885 - Lagartixa-das-dunas

Família Polychrotidae Frost & Etheridge, 1989
- Polychrus acutirostris Spix, 1825 - Camaleão-americano
- Polychrus liogaster Boulenger, 1908
- Polychrus marmoratus (Linnaeus, 1758) - Camaleão-pequeno

Família Tropiduridae Bell, 1843
- Eurolophosaurus amathites (Rodrigues, 1984)
- Eurolophosaurus divaricatus (Rodrigues, 1984)
- Eurolophosaurus nanuzae (Rodrigues, 1981)
- Plica plica (Linnaeus, 1758)
- Plica umbra (Linnaeus, 1758)
- Stenocercus azureus (Müller, 1882) - Lagartixa-azul
- Stenocercus caducus (Cope, 1862)
- Stenocercus dumerilii (Steindachner, 1867)
- Stenocercus fimbriatus Ávila-Pires, 1995
- Stenocercus quinarius Nogueira & Rodrigues, 2006
- Stenocercus roseiventris Duméril & Bibron, 1837
- Stenocercus sinesaccus Torres-Carvajal, 2005
- Stenocercus squarrosus Nogueira & Rodrigues, 2006
- Stenocercus tricristatus (Duméril, 1851)
- Strobilurus torquatus Wiegmann, 1834
- Tropidurus cocorobensis Rodrigues, 1987
- Tropidurus erythrocephalus Rodrigues, 1987
- Tropidurus etheridgei Cei, 1982Tropidurus oreadicusUracentron flaviceps
- Tropidurus guarani (Cope, 1862)
- Tropidurus helenae (Manzani & Abe, 1990)
- Tropidurus hispidus (Spix, 1825)
- Tropidurus hygomi Reinhardt & Luetken, 1861
- Tropidurus insulanus Rodrigues, 1987
- Tropidurus itambere Rodrigues, 1987
- Tropidurus jaguaribanus Passos, Lima & Borges-Nojosa, 2011
- Tropidurus montanus Rodrigues, 1987
- Tropidurus mucujensis Rodrigues, 1987
- Tropidurus oreadicus Rodrigues, 1987
- Tropidurus pinima (Rodrigues, 1984)
- Tropidurus psammonastes Rodrigues, Kasahara & Yonenaga-Yasuda, 1988

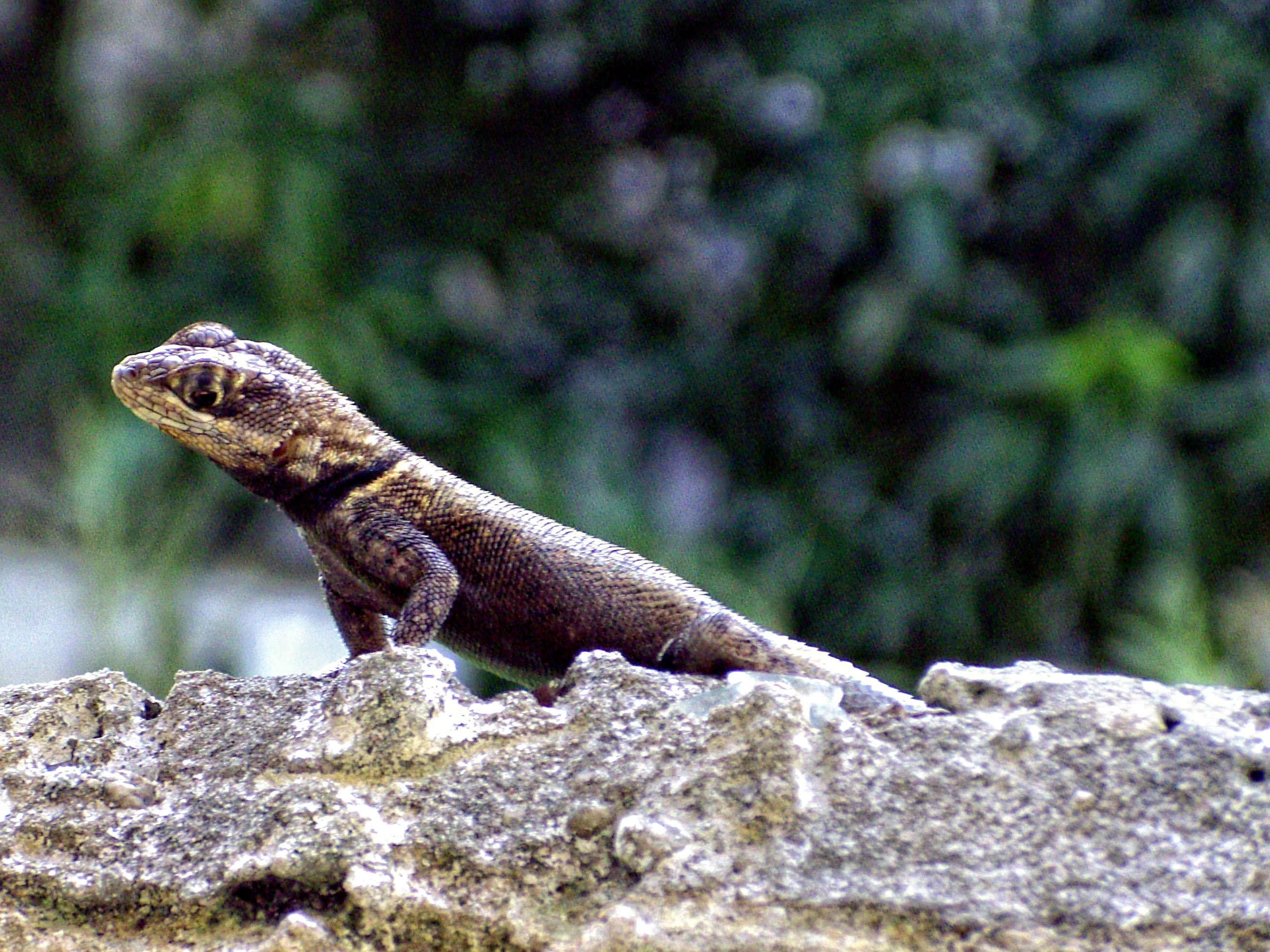
Tropidurus oreadicus

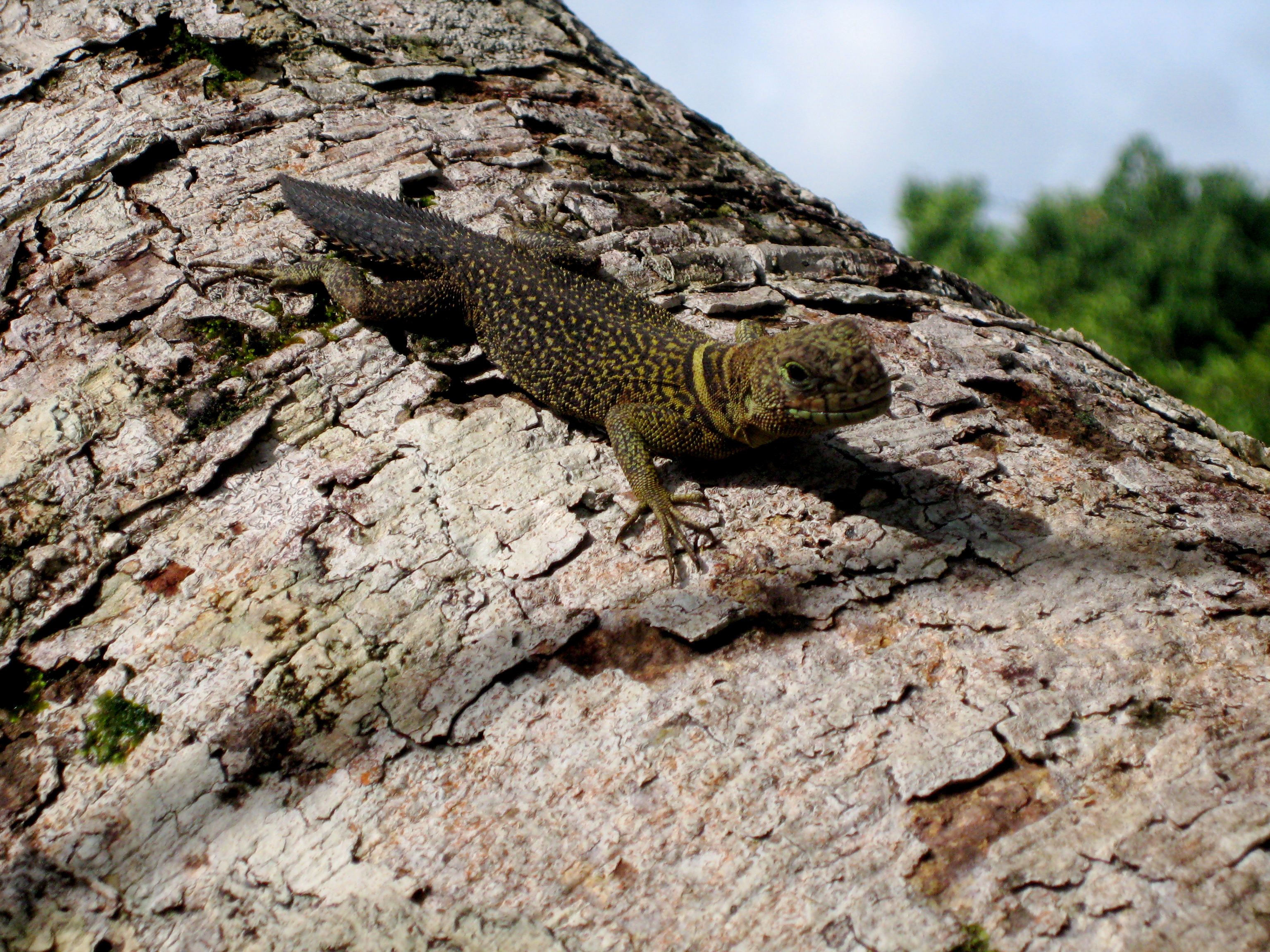
Uracentron flaviceps

- Tropidurus semitaeniatus (Spix, 1825)
- Tropidurus torquatus (Wied, 1820) - Tropiduro-comum
- Uracentron azureum (Linnaeus, 1758)
- Uracentron flaviceps (Guichenot, 1855)
- Uranoscodon superciliosus (Linnaeus, 1758)

Família Diploglossidae Cope, 1864
- Diploglossus fasciatus (Gray, 1831)
- Diploglossus lessonae Peracca, 1890 - Briba
- Ophiodes striatus (Spix, 1824)
- Ophiodes vertebralis Bocourt, 1881
- Ophiodes yacupoi Gallardo, 1966

Família Gymnophthalmidae Merrem, 1820
- Acratosaura mentalis (Amaral, 1933)
- Acratosaura spinosa Rodrigues, Cassimiro, Freitas & Silva, 2009
- Alexandresaurus camacan Rodrigues, Pellegrino, Dixo, Verdade, Pavan, Argôlo & Sites Jr., 2007
- Alopoglossus angulatus (Linnaeus, 1758)
- Alopoglossus atriventris Duellman, 1973
- Alopoglossus buckleyi (O'Shaughnessy, 1881)
- Amapasaurus tetradactylus Cunha, 1970
- Anotosaura collaris Amaral, 1933
- Anotosaura vanzolinia Dixon, 1974
- Arthrosaura kockii (Lidth de Jeude, 1904)
- Arthrosaura reticulata (O'Shaughnessy, 1881)
- Bachia bresslaui (Amaral, 1935)
- Bachia cacerensis Castrillon & Strüssmann, 1998
- Bachia didactyla Freitas, Strüssmann, Carvalho, Kawashita-Ribeiro & Mott, 2011
- Bachia dorbignyi (Duméril & Bibron, 1839)
- Bachia flavescens (Bonnaterre, 1789)
- Bachia micromela Rodrigues, Pavan & Curcio, 2007
- Bachia oxyrhina Rodrigues, Camacho, Nunes, Recoder, Teixeira Jr., Valdujo, Ghellere, Mott & Nogueira, 2008
- Bachia panoplia Thomas, 1965
- Bachia peruana (Werner, 1901)
- Bachia psamophila Rodrigues, Pavan & Curcio, 2007
- Bachia pyburni Kizirian & McDiarmid, 1998
- Bachia scolecoides Vanzolini, 1961
- Bachia trisanale (Cope, 1868)
- Calyptommatus confusionibus Rodrigues, Zaher & Curcio, 2001
- Calyptommatus leiolepis Rodrigues, 1991
- Calyptommatus nicterus Rodrigues, 1991
- Calyptommatus sinebrachiatus Rodrigues, 1991
- Caparaonia itaiquara Rodrigues, Cassimiro, Pavan, Curcio, Verdade & Pellegrino, 2009
- Cercosaura argulus Peters, 1863
- Cercosaura eigenmanni (Griffin, 1917)
- Cercosaura ocellata Wagler, 1830
- Cercosaura oshaughnessyi (Boulenger, 1885)
- Cercosaura parkeri Ruibal, 1952
- Cercosaura quadrilineatus (Boettger, 1876)
- Cercosaura schreibersii Wiegmann, 1834 - Lagartixa-comum
- Colobodactylus dalcyanus Vanzolini & Ramos, 1977
- Colobodactylus taunayi (Amaral, 1933)
- Colobosaura modesta (Reinhardt & Luetken, 1862)
- Colobosauroides carvalhoi Soares & Caramaschi, 1998
- Colobosauroides cearensis Cunha, Lima-Verde & Lima, 1991
- Dryadosaura nordestina Rodrigues, Freire, Pellegrino & Sites Jr., 2005
- Ecpleopus gaudichaudii Duméril & Bibron, 1839
- Gymnophthalmus leucomystax Vanzolini & Carvalho, 1991
- Gymnophthalmus underwoodi Grant, 1958
- Gymnophthalmus vanzoi Carvalho, 1999
- Heterodactylus imbricatus Spix, 1825
- Heterodactylus lundii Reinhardt & Luetken, 1862 - Cobra-de-vidro
- Heterodactylus septentrionalis Rodrigues, Freitas & Silva, 2009
- Iphisa elegans Gray, 1851
- Leposoma annectans Ruibal, 1952
- Leposoma baturitensis Rodrigues & Borges, 1997
- Leposoma ferreirai Rodrigues & Ávila-Pires, 2005
- Leposoma guianense Ruibal, 1952
- Leposoma nanodactylus Rodrigues, 1997
- Leposoma osvaldoi Ávila-Pires, 1995
- Leposoma parietale (Cope, 1885)
- Leposoma percarinatum (Müller, 1923)
- Leposoma puk Rodrigues, 2002
- Leposoma scincoides Spix, 1825
- Leposoma snethlageae Ávila-Pires, 1995
- Marinussaurus curupira Peloso, Pellegrino, Rodrigues & Ávila-Pires, 2011
- Micrablepharus atticolus Rodrigues, 1996
- Micrablepharus maximiliani (Reinhardt & Luetken, 1862)
- Neusticurus bicarinatus (Linnaeus, 1758)
- Neusticurus juruazensis Ávila-Pires & Vitt, 1998
- Neusticurus racenisi Roze, 1958
- Neusticurus rudis Boulenger, 1900
- Neusticurus tatei Burt & Burt, 1931
- Nothobachia ablephara Rodrigues, 1984
- Placosoma cipoense Cunha, 1966 - Lagartinho-do-cipó
- Placosoma cordylinum Tschudi, 1847
- Placosoma glabellum (Peters, 1870)
- Potamites ecpleopus (Cope, 1875)
- Potamites juruazensis (Ávila-Pires & Vitt, 1998)
- Potamites ocellatus (Sinitsin, 1930)
- Procellosaurinus erythrocercus Rodrigues, 1991
- Procellosaurinus tetradactylus Rodrigues, 1991
- Psilophthalmus paeminosus Rodrigues, 1991
- Ptychoglossus brevifrontalis Boulenger, 1912
- Rhachysaurus brachylepis (Dixon, 1974)
- Scriptosaura catimbau Rodrigues & Santos, 2008
- Stenolepis ridleyi Boulenger, 1887
- Tretioscincus agilis (Ruthven, 1916)
- Tretioscincus oriximinensis Ávila-Pires, 1995
- Vanzosaura rubricauda (Boulenger, 1902)

Família Teiidae Gray, 1827
- Ameiva ameiva (Linnaeus, 1758) - Jacaré-pinima

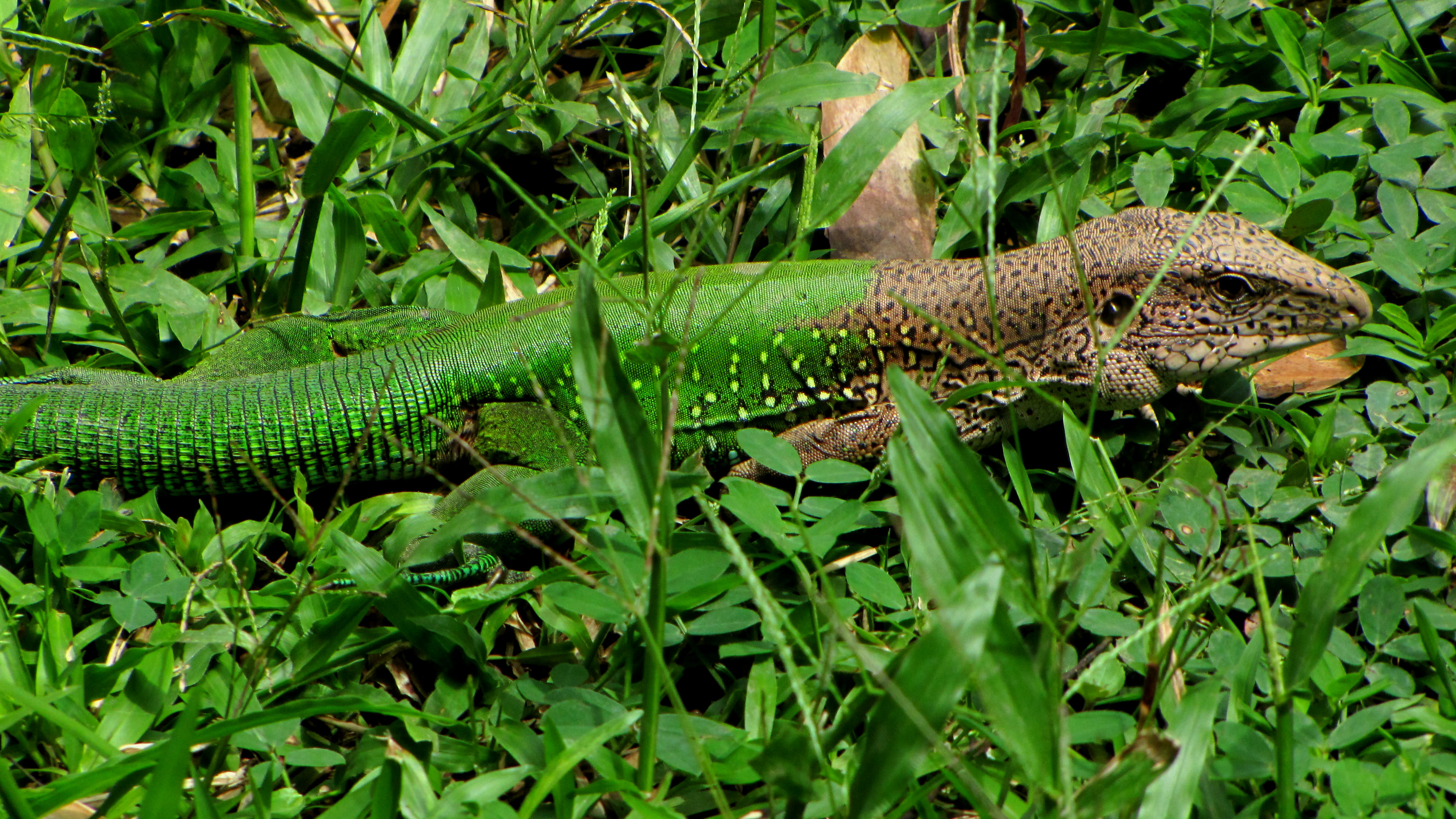
Ameiva ameiva

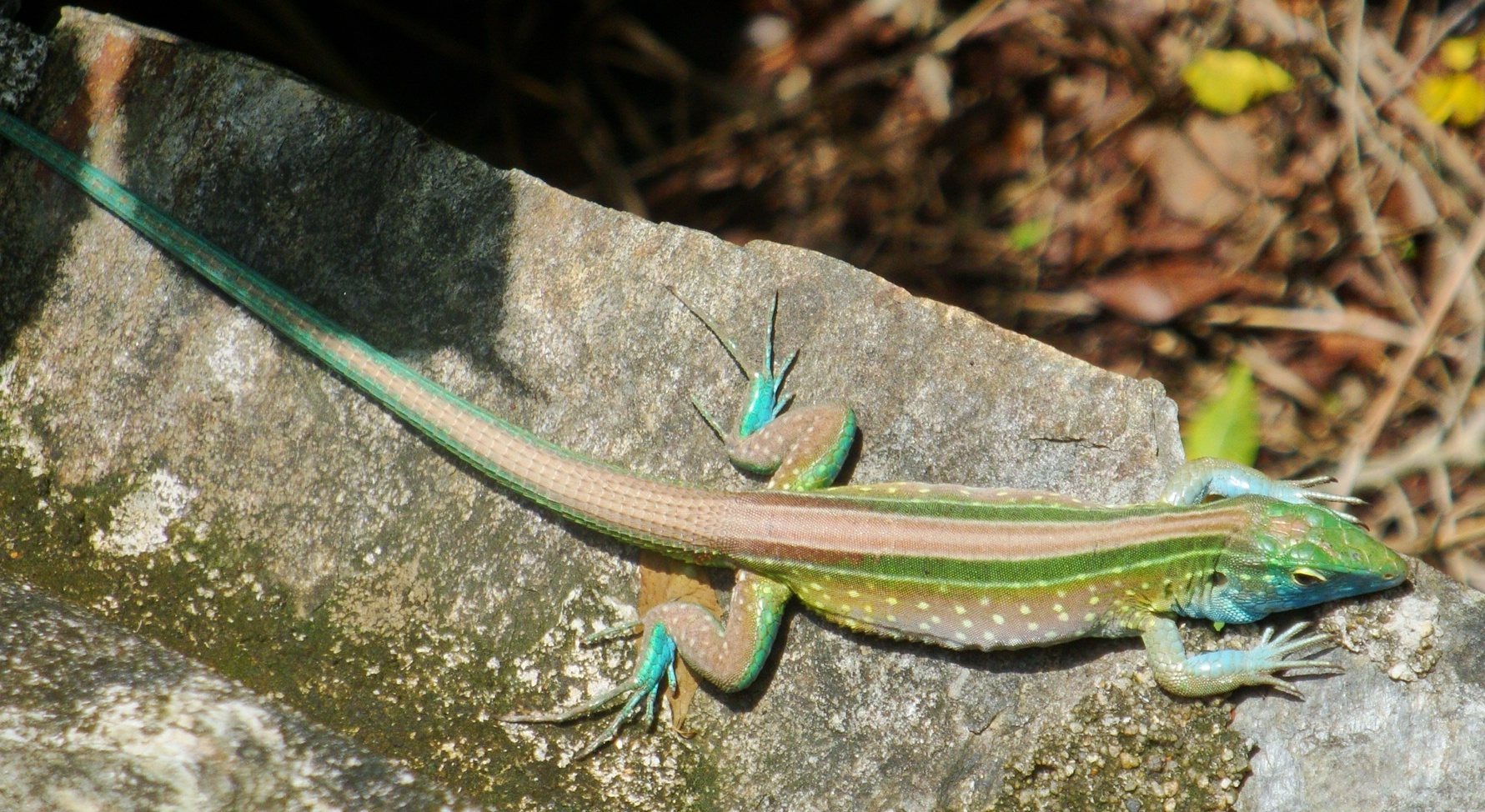
Cnemidophorus lemnisctaus

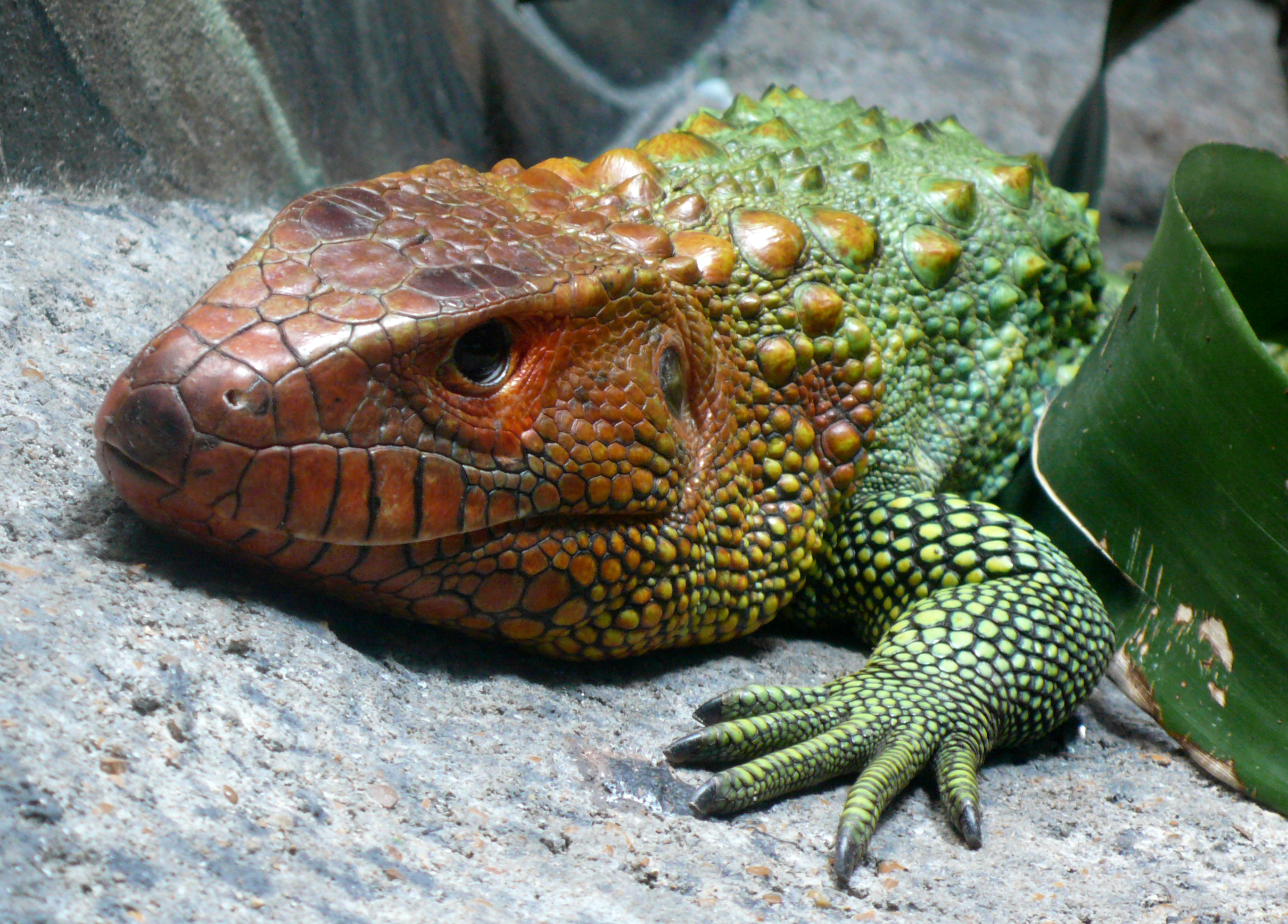
Dracaena guianensis

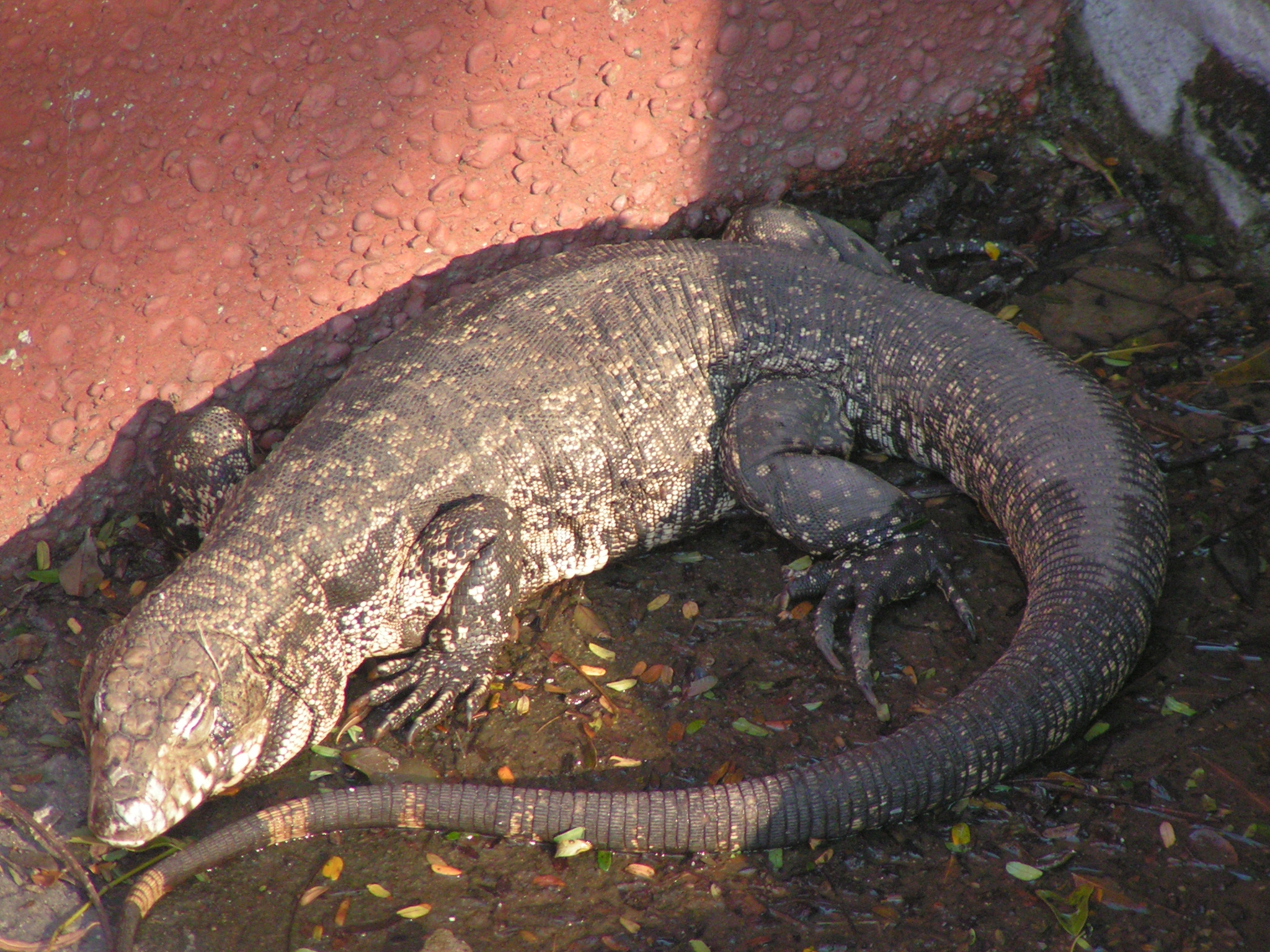
Tupinambis teguixin

- Ameiva parecis (Colli, Costa, Garda, Kopp, Mesquita, Péres, Valdujo, Vieira & Wiederhecker, 2003)
- Ameivula abaetensis (Dias, Rocha & Vrcibradic, 2002) - Lagartinho-de-abaeté
- Ameivula confusioniba (Arias, Carvalho, Rodrigues & Zaher, 2011)
- Ameivula cyanura (Arias, Carvalho, Rodrigues & Zaher, 2011)
- Ameivula jalapensis (Colli, Guigliano, Mesquita & França, 2009)
- Ameivula littoralis (Rocha, Araújo, Vrcibradic & Costa, 2000) - Lagarto-da-cauda-verde
- Ameivula mumbuca (Colli, Caldwell, Costa, Gainsbury, Garda, Mesquita, Filho, Soares, Silva, Valdujo, Vieira, Vitt, Werneck, Wiederhecker & Zatz, 2003)
- Ameivula nativo (Rocha, Bergallo & Peccinini-Seale, 1997) - Lagartinho-de-linhares
- Ameivula nigrigula (Arias, Carvalho, Rodrigues & Zaher, 2011)
- Ameivula ocellifera (Spix, 1825)
- Ameivula venetacaudus (Arias, Carvalho, Rodrigues & Zaher, 2011)
- Cnemidophorus cryptus Cole & Dessauer, 1993
- Cnemidophorus lemniscatus (Linnaeus, 1758)
- Contomastix lacertoides (Duméril & Bibron, 1839) - Lagartixa-listrada
- Contomastix vacariensis (Feltrim & Lema, 2000) - Lagartixa-pintada
- Crocodilurus amazonicus Spix, 1825
- Dracaena guianensis Daudin, 1802 - Jacuruxi
- Dracaena paraguayensis Amaral, 1950
- Kentropyx altamazonica (Cope, 1876)
- Kentropyx calcarata Spix, 1825
- Kentropyx paulensis Boettger, 1893
- Kentropyx pelviceps Cope, 1868
- Kentropyx striata (Daudin, 1802)
- Kentropyx vanzoi Gallagher & Dixon, 1980
- Kentropyx viridistriga Boulenger, 1894
- Teius oculatus (D'Orbigny & Bibron, 1837) - Teju-verde
- Teius teyou (Daudin, 1802) - Teiú
- Salvator duseni (Lönnberg, 1896)
- Salvator merianae (Duméril & Bibron, 1839) - Teiuaçu
- Tupinambis longilineus Ávila-Pires, 1995
- Tupinambis palustris Manzani & Abe, 2002
- Tupinambis quadrilineatus Manzani & Abe, 1997
- Tupinambis teguixin (Linnaeus, 1758) - Teiuguaçu

Família Amphisbaenidae Gray, 1865
- Amphisbaena absaberi (Strüssmann & Carvalho, 2001)
- Amphisbaena acrobles (Ribeiro, Castro-Melo & Nogueira, 2009)
- Amphisbaena alba Linnaeus, 1758
- Amphisbaena amazonica Vanzolini, 1951
- Amphisbaena anaemariae Vanzolini, 1997
- Amphisbaena anomala (Barbour, 1914)
- Amphisbaena arda Rodrigues, 2003
- Amphisbaena arenaria Vanzolini, 1991
- Amphisbaena bahiana Vanzolini, 1964
- Amphisbaena bedai (Vanzolini, 1991)
- Amphisbaena bilabialata (Stimson, 1972)
- Amphisbaena bolivica Mertens, 1929
- Amphisbaena brasiliana (Gray, 1865)
- Amphisbaena brevis Strüssmann & Mott, 2009

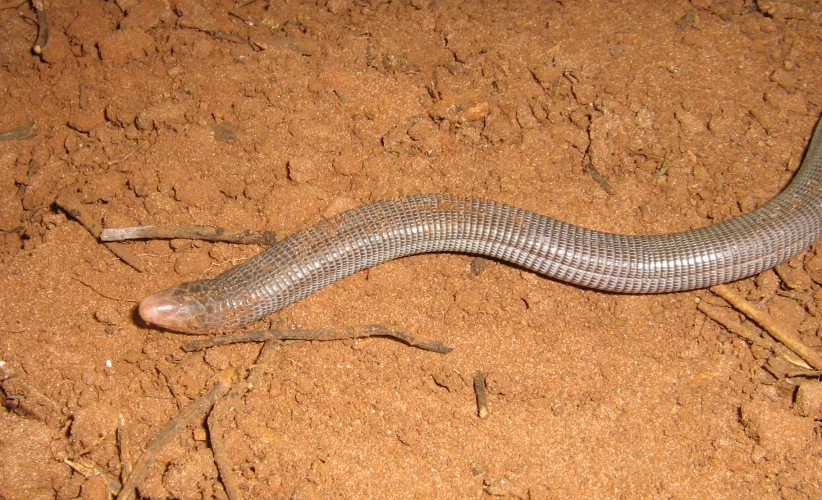
Amphisbaena mertensii

- Amphisbaena carli Pinna, Mendonça, Bocchiglieri & Fernandes, 2010
- Amphisbaena camura Cope, 1862
- Amphisbaena carvalhoi Gans, 1965
- Amphisbaena crisae Vanzolini, 1997
- Amphisbaena cuiabana (Strüssmann & Carvalho, 2001)
- Amphisbaena cunhai Hoogmoed & Ávila-Pires, 1991
- Amphisbaena darwini Duméril & Bibron, 1839
- Amphisbaena dubia L. Müller, 1924
- Amphisbaena frontalis Vanzolini, 1991
- Amphisbaena hastata Vanzolini, 1991
- Amphisbaena heathi Schmidt, 1936
- Amphisbaena hogei Vanzolini, 1950
- Amphisbaena ibijara Rodrigues, Andrade & Lima, 2003
- Amphisbaena ignatiana Vanzolini, 1991
- Amphisbaena kingii (Bell, 1833)
- Amphisbaena kraoh (Vanzolini, 1971)
- Amphisbaena leeseri Gans, 1964
- Amphisbaena leucocephala Peters, 1878
- Amphisbaena lumbricalis Vanzolini, 1996
- Amphisbaena maranhensis Gomes & Maciel, 2012
- Amphisbaena mensae Castro-Mello, 2000
- Amphisbaena mertensii Strauch, 1881
- Amphisbaena miringoera Vanzolini, 1971
- Amphisbaena mitchelli Procter, 1923
- Amphisbaena munoai Klappenbach, 1966
- Amphisbaena neglecta Dunn & Piatt, 1936
- Amphisbaena nigricauda Gans, 1966
- Amphisbaena pretrei Duméril & Bibron, 1839
- Amphisbaena prunicolor (Cope, 1885)
- Amphisbaena ridleyi Boulenger, 1890
- Amphisbaena roberti Gans, 1964
- Amphisbaena sanctaeritae Vanzolini, 1994
- Amphisbaena saxosa (Castro-Mello, 2003)
- Amphisbaena silvestrii Boulenger, 1902
- Amphisbaena slevini Schmidt, 1938
- Amphisbaena steindachneri Strauch, 1881
- Amphisbaena supernumeraria Mott, Rodrigues & Santos, 2009
- Amphisbaena talisiae Vanzolini, 1995
- Amphisbaena trachura Cope, 1885
- Amphisbaena tragorrhectes Vanzolini, 1971
- Amphisbaena uroxena Mott, Rodrigues, Freitas & Silva, 2008
- Amphisbaena vanzolinii Gans, 1963
- Amphisbaena vermicularis Wagler, 1824
- Amphisbaena wiedi Vanzolini, 1951
- Leposternon cerradensis Ribeiro, Vaz-Silva & Santos Jr., 2008
- Leposternon infraorbitale (Bertold, 1859)
- Leposternon kisteumacheri (Porto, Soares & Caramaschi, 2000)
- Leposternon microcephalum (Wagler, 1824)
- Leposternon maximus Ribeiro, Nogueira, Cintra, Silva Jr. & Zaher, 2012
- Leposternon octostegum (Duméril, 1851)
- Leposternon polystegum (Duméril, 1851)
- Leposternon scutigerum (Hemprich, 1829)
- Leposternon wuchereri (Peters, 1879)
- Mesobaena rhachicephala Hoogmoed, Pinto, Rocha & Pereira, 2009

### Subordem Serpentes
Família Anomalepididae Taylor, 1939
- Liotyphlops beui (Amaral, 1924)
- Liotyphlops caissara Centeno, Sawaya & Germano, 2010
- Liotyphlops schubarti Vanzolini, 1948
- Liotyphlops ternetzii (Boulenger, 1896)
- Liotyphlops trefauti Freire, Caramaschi & Argôlo, 2007
- Liotyphlops wilderi (Garman, 1883)
- Typhlophis squamosus (Schlegel, 1839)

Família Typhlopidae Merrem, 1820
- Typhlops amoipira Rodrigues & Juncá, 2002
- Typhlops brongersmianus Vanzolini, 1976
- Typhlops minuisquamus Dixon & Hendricks, 1979
- Typhlops paucisquamus Dixon & Hendricks, 1979
- Typhlops reticulatus (Linnaeus, 1758)
- Typhlops yonenagae Rodrigues, 1991

Família Leptotyphlopidae Stejneger, 1892
- Eictia australis (Freiberg & Orejas-Miranda, 1968)
- Eictia borapeliotes (Vanzolini, 1996)
- Epictia clinorostris Arredondo & Zaher, 2010
- Eictia diaplocia (Orejas-Miranda, 1969)
- Eictia munoai (Orejas-Miranda, 1961)
- Eictia striatula (Smith & Laufe, 1945)
- Eictia tenella (Klauber, 1939)
- Ectia vellardi (Laurent, 1984)
- Siagonodon acutirostris Pinto & Curcio, 2011
- Siagonodon cupinensis (Bailey & Carvalho, 1946)

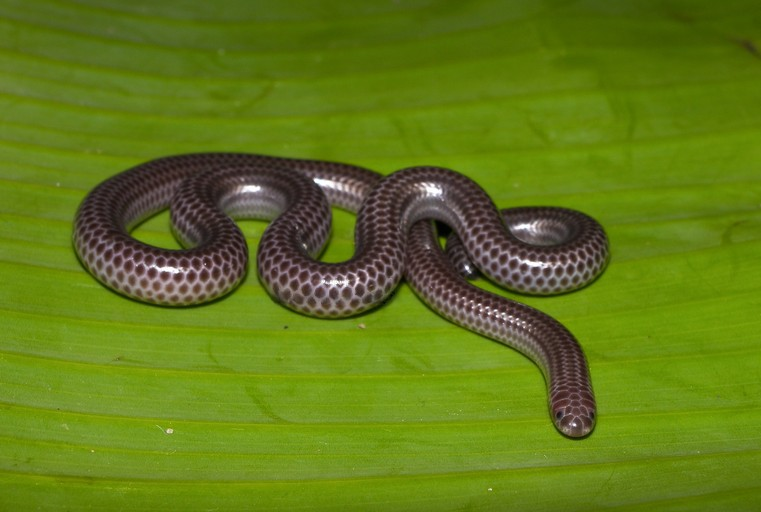
Leptotyphlops macrolepis

- Siagonodon septemstriatus (Schneider, 1801)
- Trilepida brasiliensis (Laurent, 1949)
- Trilepida dimidiata (Jan, 1861)
- Trilepida fuliginosa (Passos, Caramaschi & Pinto, 2006)
- Trilepida jani (Pinto & Fernandes, 2012)
- Trilepida koppesi (Amaral, 1955)
- Trilepida macrolepis (Peters, 1857)
- Trilepida salgueiroi (Amaral, 1955)

Família Aniliidae Stejneger, 1907
- Anilius scytale (Linnaeus, 1758)

Família Tropidophiidae Brongersma, 1951
- Tropidophis grapiuna Curcio, Nunes, Argôlo, Skuk & Rodrigues, 2012
- Tropidophis paucisquamis (Müller, 1901)
- Tropidophis preciosus Curcio, Nunes, Argôlo,Skuk & Rodrigues, 2012

Família Boidae Gray, 1825
- Boa constrictor Linnaeus, 1758 - Jiboia
- Corallus batesii (Gray, 1860) - Cobra-papagaio
- Corallus caninus (Linnaeus, 1758) - Cobra-papagaio
- Corallus cropanii (Hoge, 1953) - Jiboia-de-cropani
- Corallus hortulanus (Linnaeus, 1758) - Suaçubóia
- Epicrates assisi Machado, 1945 - Salamanta-da-caatinga
- Epicrates cenchria (Linnaeus, 1758) - Salamanta
- Epicrates crassus Cope, 1862
- Epicrates maurus Gray, 1849
- Eunectes deschauenseei Dunn & Conant, 1936 - Sucuri-pintada
- Eunectes murinus (Linnaeus, 1758) - Sucuri-verde
- Eunectes notaeus Cope, 1862 - Sucuri-amarela

Família Colubridae Oppel, 1811
- Chironius bicarinatus (Wied, 1820)
- Chironius carinatus (Linnaeus, 1758) - Cobra-cipó
- Chironius cochranae Hoge & Romano, 1969
- Chironius exoletus (Linnaeus, 1758) - Cobra-cipó
- Chironius flavolineatus (Boettger, 1885)
- Chironius foveatus Bailey, 1955
- Chironius fuscus (Linnaeus, 1758) - Urupiagara
- Chironius laevicollis (Wied, 1824)
- Chironius laurenti Dixon, Wiest & Cei, 1993
- Chironius multiventris Schmidt & Walker, 1943

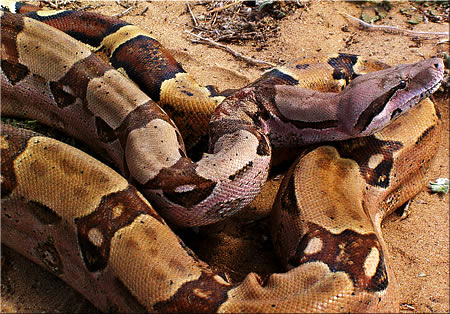
Boa constrictor

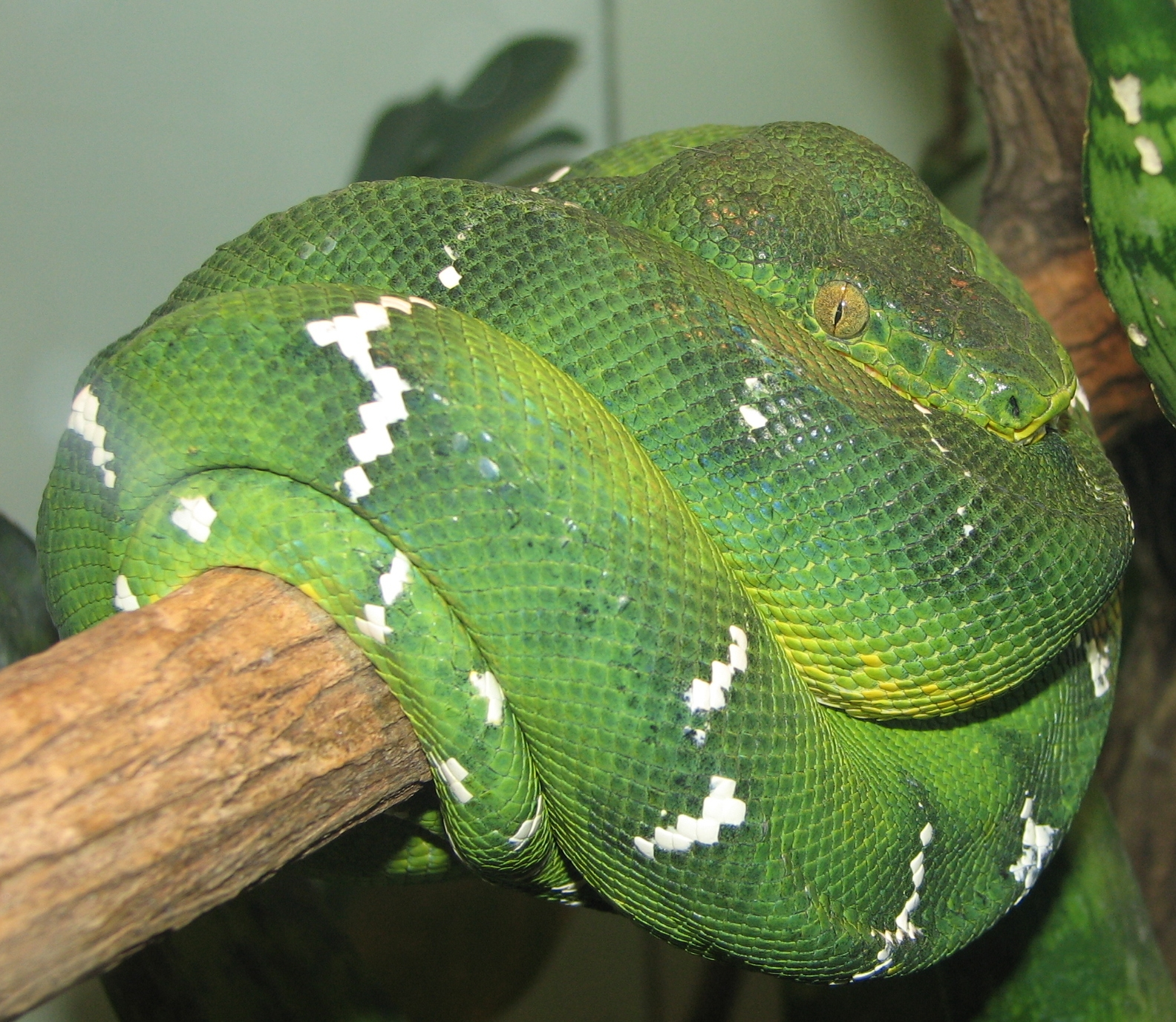
Corallus caninus

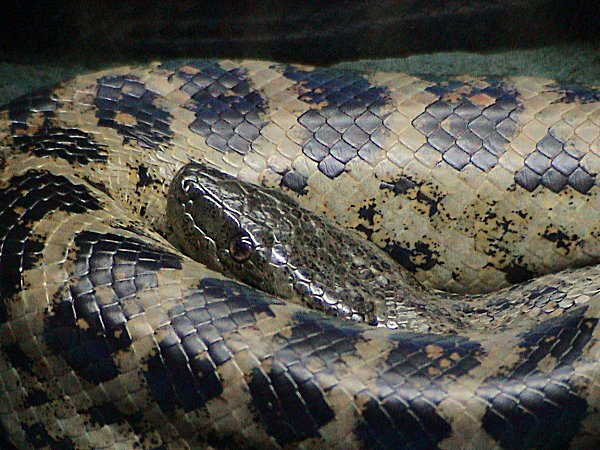
Eunectes notaeus

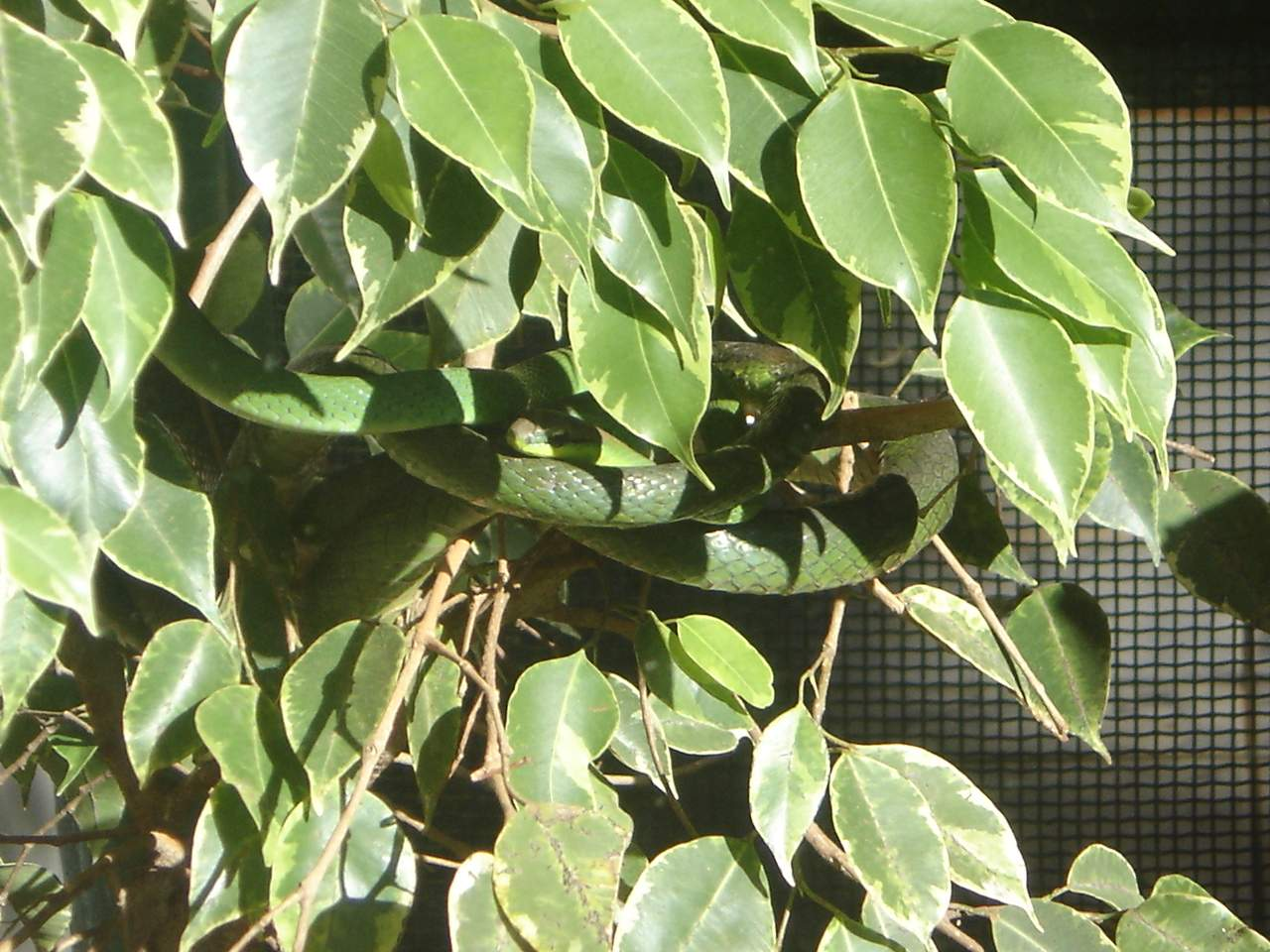
Chironius bicarinarus

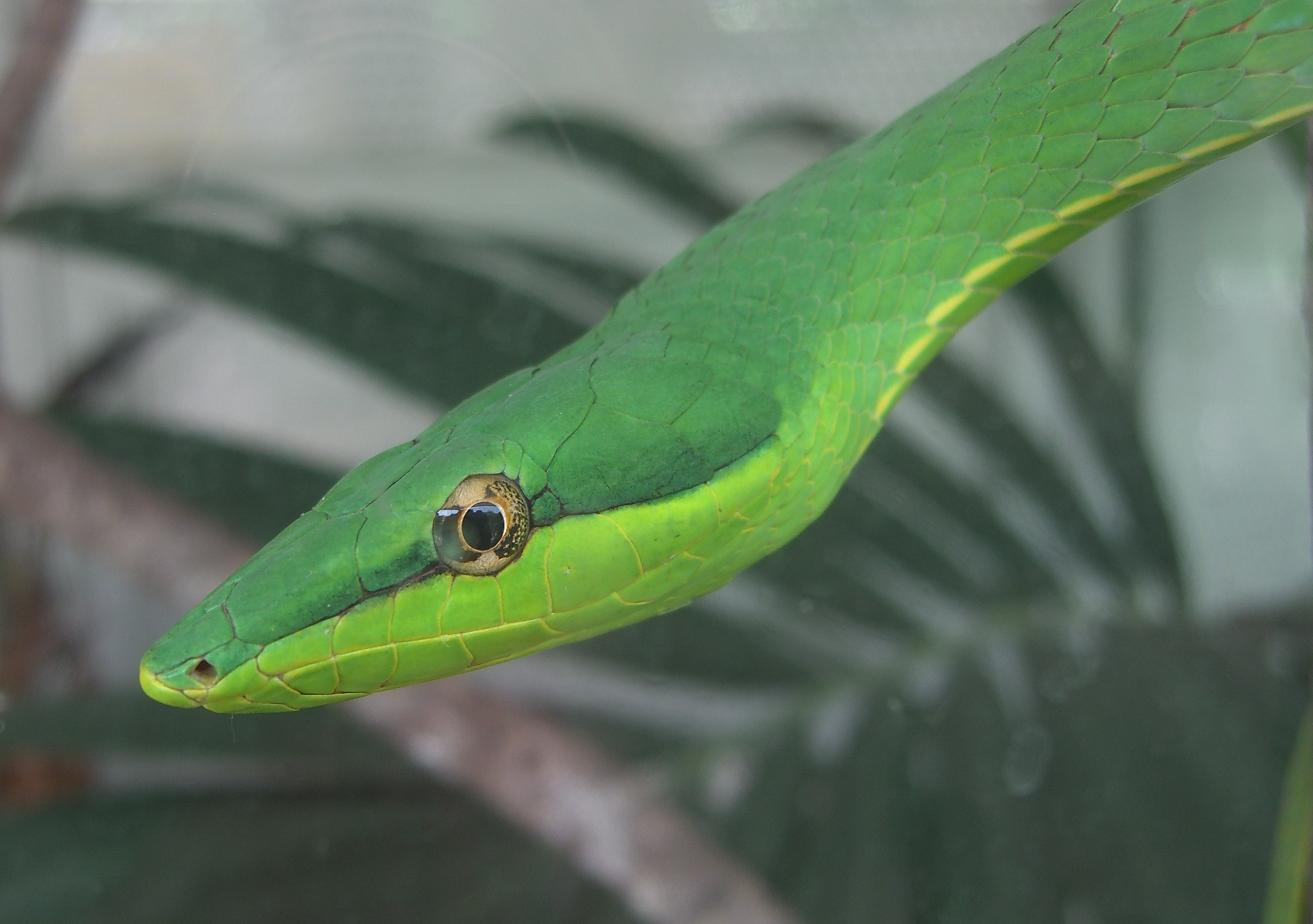
Oxybelis fulgidus

- Chironius quadricarinatus (Boie, 1827)
- Chironius scurrulus (Wagler, 1824)
- Coluber mentovarius (Duméril, Bibron & Duméril, 1854)
- Dendrophidion atlantica Freire, Caramaschi & Gonçalves, 2010
- Dendrophidion dendrophis (Schlegel, 1837)
- Drymarchon corais (Boie, 1827) - Papa-ovo
- Drymobius rhombifer (Günther, 1860)
- Drymoluber brazili (Gomes, 1918)
- Drymoluber dichrous (Peters, 1863)
- Leptophis ahaetulla (Linnaeus, 1758)
- Mastigodryas bifossatus (Raddi, 1820) - Jararaca-do-banhado
- Mastigodryas boddaerti (Sentzen, 1796)
- Mastigodryas moratoi Montingelli & Zaher, 2011
- Mastigodryas pleei (Duméril, Bibron & Duméril, 1854)
- Oxybelis aeneus (Wagler, 1824)
- Oxybelis fulgidus (Daudin, 1803) - Paranabóia
- Pseustes poecilonotus (Günther, 1858)
- Pseustes sexcarinatus (Wagler, 1824)
- Pseustes sulphureus (Wagler, 1824) - Papa-pinto
- Rhinobothryum lentiginosum (Scopoli, 1785)
- Simophis rhinostoma (Schlegel, 1837)
- Spilotes pullatus (Linnaeus, 1758) - Caninana
- Tantilla boipiranga Sawaya & Sazima, 2003
- Tantilla marcovani Lema, 2004
- Tantilla melanocephala (Linnaeus, 1758)

Família Dipsadidae Bonaparte, 1840
- Amnesteophis melanauchen (Jan, 1863)
- Apostolepis albicolaris Lema, 2002
- Apostolepis ambinigra (Peters, 1869)
- Apostolepis ammodites Ferrarezzi, Barbo & Albuquerque, 2005
- Apostolepis arenaria Rodrigues, 1992
- Apostolepis assimilis (Reinhardt, 1861)
- Apostolepis cearensis Gomes, 1915
- Apostolepis cerradoensis Lema, 2003
- Apostolepis christineae Lema, 2002
- Apostolepis dimidiata (Jan, 1862)
- Apostolepis dorbignyi (Schlegel, 1837)
- Apostolepis flavotorquata (Duméril, Bibron & Duméril, 1854)
- Apostolepis gaboi Rodrigues, 1992
- Apostolepis goiasensis Prado, 1942
- Apostolepis intermedia Koslowsky, 1898
- Apostolepis lineata Cope, 1887
- Apostolepis longicaudata Amaral, 1921
- Apostolepis nelsonjorgei Lema & Renner, 2004
- Apostolepis nigrolineata (Peters, 1869)
- Apostolepis nigroterminata Boulenger, 1896
- Apostolepis parassimilis Lema & Renner, 2012
- Apostolepis polylepis Amaral, 1921
- Apostolepis quinquelineata Boulenger, 1896
- Apostolepis quirogai Giraudo & Scrocchi, 1998
- Apostolepis serrana Lema & Renner, 2006
- Apostolepis striata Lema, 2004
- Apostolepis tertulianobeui Lema, 2004
- Apostolepis vittata (Cope, 1887)
- Atractus albuquerquei Cunha & Nascimento, 1983
- Atractus alphonsehogei Cunha & Nascimento, 1983
- Atractus altagratiae Passos & Fernandes, 2008
- Atractus badius (Boie, 1827)
- Atractus caete Passos, Fernandes, Bérnils & Moura-Leite, 2010
- Atractus caxiuana Prudente & Santos-Costa, 2006
- Atractus edioi Silva Jr., Silva, Ribeiro, Souza & Souza, 2005
- Atractus elaps (Günther, 1858)
- Atractus flammigerus (Boie, 1827)
- Atractus francoi Passos, Fernandes, Bérnils & Moura-Leite, 2010
- Atractus guentheri (Wucherer, 1861)
- Atractus hoogmoedi Prudente & Passos, 2010
- Atractus insipidus Roze, 1961
- Atractus latifrons (Günther, 1868)
- Atractus maculatus Günther, 1858
- Atractus major Boulenger, 1894
- Atractus natans Hoogmoed & Prudente, 2003
- Atractus pantostictus Fernandes & Puorto, 1993
- Atractus paraguayensis Werner, 1924
- Atractus poeppigi (Jan, 1862)
- Atractus potschi Fernandes, 1995
- Atractus reticulatus (Boulenger, 1885)
- Atractus ronnie Passos, Fernandes & Borges-Nojosa, 2007
- Atractus schach (Boie, 1827)
- Atractus serranus Amaral, 1930
- Atractus snethlageae Cunha & Nascimento, 1983
- Atractus surucucu Prudente & Passos, 2008
- Atractus taeniatus Griffin, 1916
- Atractus thalesdelemai Passos, Fernandes & Zanella, 2005
- Atractus torquatus (Duméril, Bibron & Duméril, 1854)
- Atractus trihedrurus Amaral, 1926
- Atractus trilineatus Wagler, 1828
- Atractus zebrinus (Jan, 1862)
- Atractus zidoki Gasc & Rodrigues, 1979
- Boiruna maculata (Boulenger, 1896)
- Boiruna sertaneja Zaher, 1996
- Caaeteboia amarali (Wettstein, 1930)
- Calamodontophis paucidens (Amaral, 1935)
- Calamodontophis ronaldoi Franco, Cintra & Lema, 2006
- Cercophis auratus (Schlegel, 1837)
- Clelia clelia (Daudin, 1803) - Muçurana Clelia clelia ?
- Clelia hussami Morato, Franco & Sanches, 2003
- Clelia plumbea (Wied, 1820)
- Coronelaps lepidus (Reinhardt, 1861)
- Dipsas albifrons (Sauvage, 1884)
- Dipsas alternans (Fischer, 1885)
- Dipsas bucephala (Shaw, 1802)
- Dipsas catesbyi (Sentzen, 1796)
- Dipsas incerta (Jan, 1863)
- Dipsas indica Laurenti, 1768
- Dipsas pavonina Schlegel, 1837
- Dipsas sazimai Fernandes, Marques & Argôlo, 2010
- Dipsas variegata (Duméril, Bibron & Duméril, 1854)
- Ditaxodon taeniatus (Peters in Hensel, 1868)
- Drepanoides anomalus (Jan, 1863)
- Echinanthera amoena (Jan, 1863)

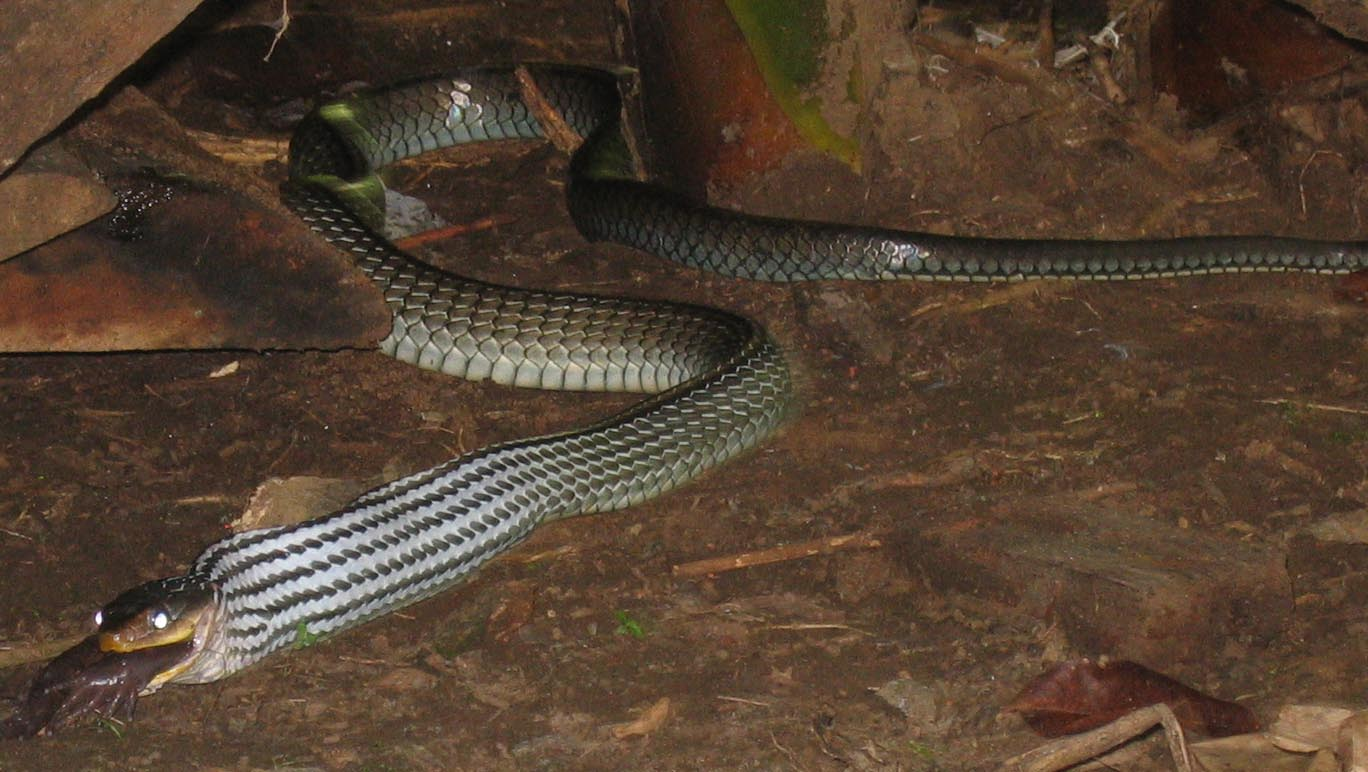
Clelia clelia ?

- Echinanthera cephalomaculata Di-Bernardo, 1994
- Echinanthera cephalostriata Di-Bernardo, 1996
- Echinanthera cyanopleura (Cope, 1885)
- Echinanthera melanostigma (Wagler, 1824)
- Echinanthera undulata (Wied, 1824)
- Elapomorphus quinquelineatus (Raddi, 1820)
- Elapomorphus wuchereri Günther, 1861
- Erythrolamprus aesculapii (Linnaeus, 1766) - Bacorá
- Erythrolamprus almadensis (Wagler, 1824) - Jararaquinha-do-campo
- Erythrolamprus atraventer Dixon & Thomas, 1985
- Erythrolamprus breviceps Cope, 1860
- Erythrolamprus carajasensis Cunha, Nascimento & Ávila-Pires, 1985
- Erythrolamprus cobella (Linnaeus, 1758)
- Erythrolamprus dorsocorallinus (Esqueda, Natera, La Marca & Ilija-Fistar, 2007)
- Erythrolamprus frenatus (Werner, 1909)
- Erythrolamprus jaegeri (Günther, 1858)
- Erythrolamprus longiventris Amaral, 1925
- Erythrolamprus maryellenae Dixon, 1985
- Erythrolamprus miliaris (Linnaeus, 1758)
- Erythrolamprus mimus (Cope, 1868)
- Erythrolamprus mossoroensis (Hoge & Lima-Verde, 1972)
- Erythrolamprus oligolepis (Boulenger, 1905)
- Erythrolamprus poecilogyrus (Wied, 1825) - Cobra-de-capim
- Erythrolamprus pygmaea (Cope, 1868)
- Erythrolamprus reginae (Linnaeus, 1758)
- Erythrolamprus semiaureus (Cope, 1862)
- Erythrolamprus taeniogaster (Jan, 1863)
- Erythrolamprus typhlus (Linnaeus, 1758)
- Erythrolamprus viridis (Günther, 1862)
- Gomesophis brasiliensis (Gomes, 1918) - Cobra-bola
- Helicops angulatus (Linnaeus, 1758) - Surucucurana
- Helicops carinicaudus (Wied, 1825)
- Helicops gomesi Amaral, 1921
- Helicops hagmanni Roux, 1910
- Helicops infrataeniatus (Jan, 1865)
- Helicops leopardinus (Schlegel, 1837)
- Helicops modestus Günther, 1861
- Helicops polylepis Günther, 1861
- Helicops tapajonicus Frota, 2005

- Helicops trivittatus (Gray, 1849)
- Hydrodynastes bicinctus (Herrmann, 1804)
- Hydrodynastes gigas (Duméril, Bibron & Duméril, 1854) - Surucucu-do-pantanal

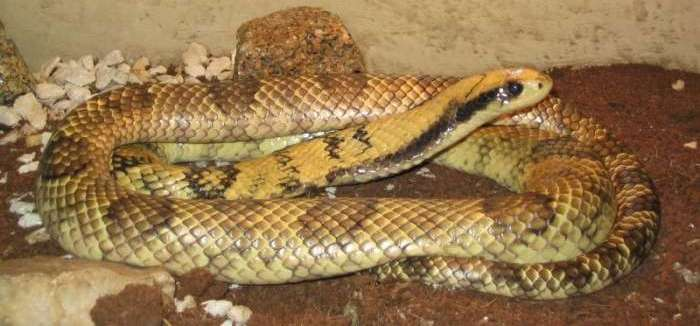
Hydrodynastes gigas

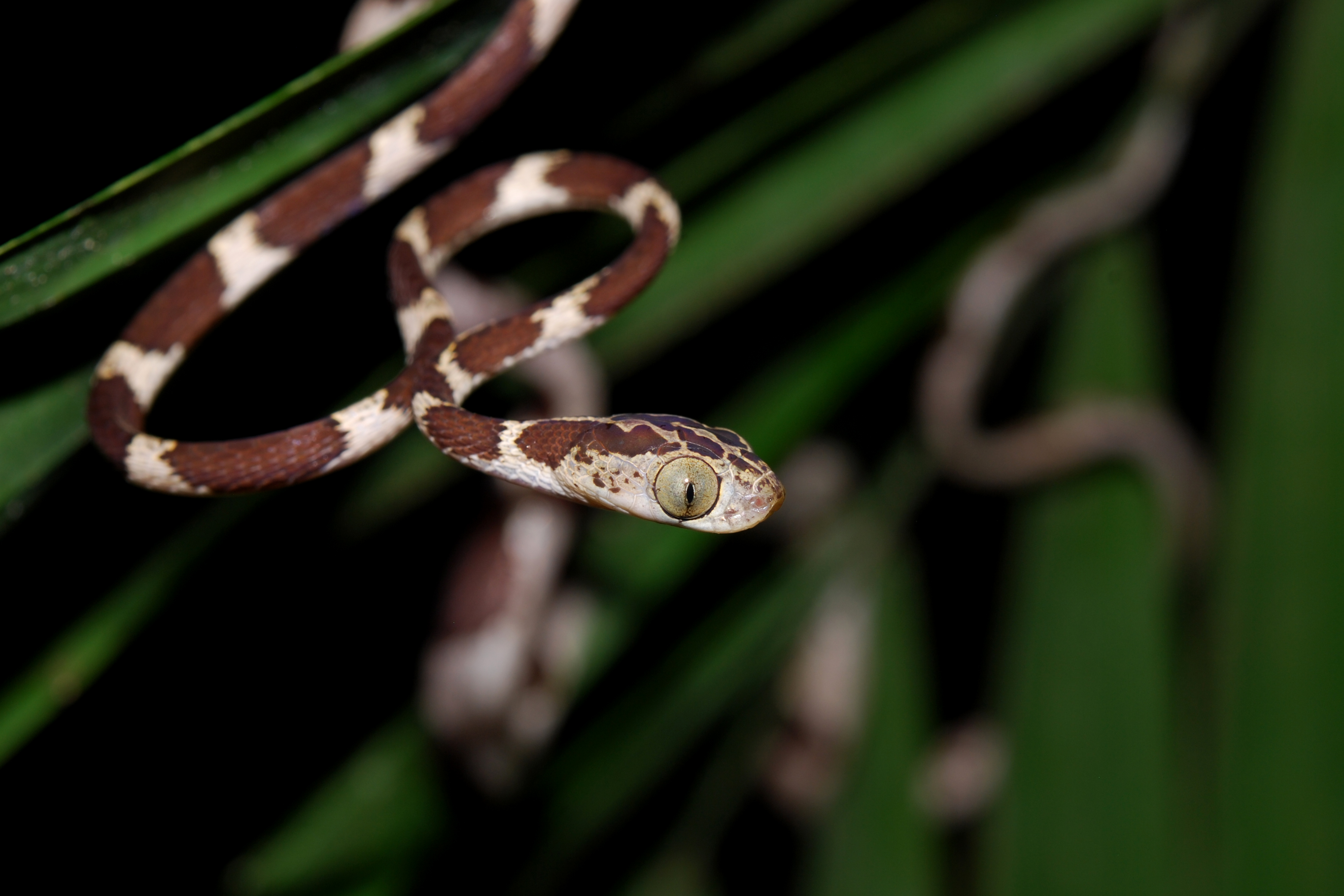
Imantodes cenchoa

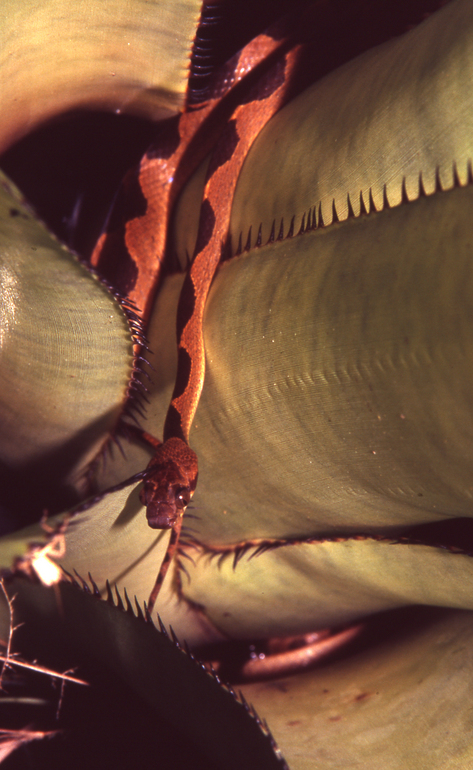
Leptodeira annulata

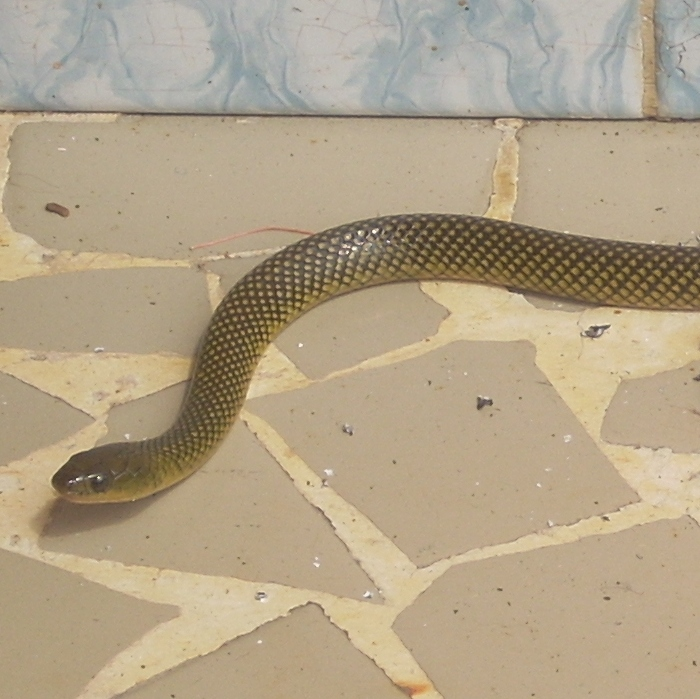
Liophis miliaris

- Hydrodynastes melanogigas Franco, Fernandes & Bentin, 2007
- Hydrops caesurus Scrocchi, Ferreira, Giraudo, Ávila & Motte, 2005
- Hydrops martii (Wagler, 1824)
- Hydrops triangularis (Wagler, 1824)
- Imantodes cenchoa (Linnaeus, 1758)
- Imantodes lentiferus (Cope, 1894)
- Leptodeira annulata (Linnaeus, 1758)
- Lioheterophis iheringi Amaral, 1935
- Lygophys anomalus (Günther, 1858)
- Lygophys dilepis (Cope, 1862)
- Lygophys flavifrenatus (Cope, 1862)
- Lygophys lineatus (Linnaeus, 1758)
- Lygophys meridionalis (Schenkel, 1901)
- Lygophys paucidens (Hoge, 1953)
- Mussurana bicolor (Peracca, 1904)
- Mussurana montana (Franco, Marques & Puorto, 1997)
- Mussurana quimi (Franco, Marques & Puorto, 1997)
- Ninia hudsoni Parker, 1940
- Oxyrhopus clathratus Duméril, Bibron & Duméril, 1854
- Oxyrhopus formosus (Wied, 1820)
- Oxyrhopus guibei Hoge & Romano, 1978
- Oxyrhopus melanogenys (Tschudi, 1845)
- Oxyrhopus occipitalis Wagler in Spix, 1824
- Oxyrhopus petola (Linnaeus, 1758)Oxyrhopus trigeminus
- Oxyrhopus rhombifer Duméril, Bibron &Duméril, 1854
- Oxyrhopus trigeminus Duméril, Bibron & Duméril, 1854
- Oxyrhopus vanidicus Lynch, 2009
- Paraphimophis rustica (Cope, 1878)
- Phalotris concolor Ferrarezzi, 1994

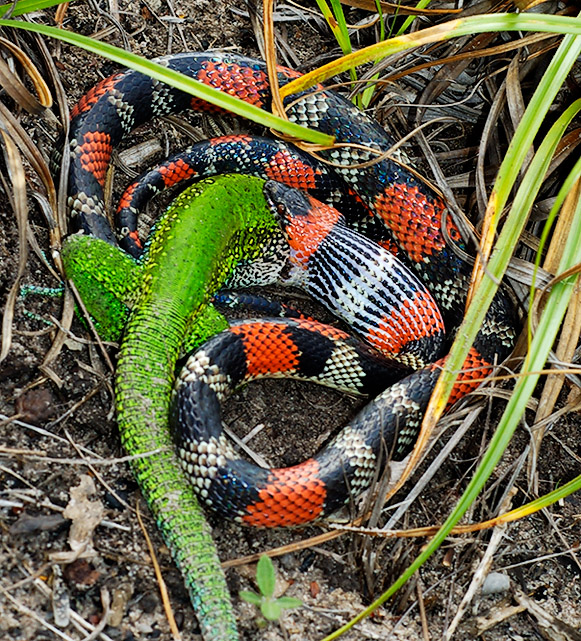
Oxyrhopus trigeminus

- Phalotris labiomaculatus Lema, 2002
- Phalotris lativittatus Ferrarezzi, 1994
- Phalotris lemniscatus (Duméril, Bibron & Duméril, 1854)
- Phalotris matogrossensis Lema, D'Agostini & Cappellari, 2005
- Phalotris mertensi (Hoge, 1955)
- Phalotris multipunctatus Puorto & Ferrarezzi, 1994
- Phalotris nasutus (Gomes, 1915)
- Phalotris reticulatus (Peters, 1860)
- Phalotris tricolor (Duméril, Bibron & Duméril, 1854) - Boipiranga
- Philodryas aestiva (Duméril, Bibron & Duméril, 1854) - Cobra-verde
- Philodryas agassizii (Jan, 1863)
- Philodryas argentea (Daudin, 1803) - Tucanabóia
- Philodryas arnaldoi (Amaral, 1932)
- Philodryas georgeboulengeri Grazziotin, Zaher, Murphy, Scrocchi, Benavides, Zhang & Bonatto, 2012)
- Philodryas laticeps Werner, 1900
- Philodryas livida (Amaral, 1923)
- Philodryas mattogrossensis Koslowsky, 1898
- Philodryas nattereri Steindachner, 1870 - Cobra-cipóPhilodryas nattereri
- Philodryas olfersii (Lichtenstein, 1823) - Cobra-verde

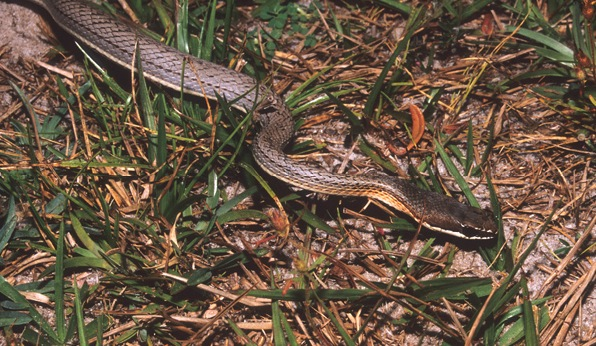
Philodryas nattereri

- Philodryas patagoniensis (Girard, 1858)
- Philodryas psammophidea Günther, 1872
- Philodryas viridissima (Linnaeus, 1758)
- Phimophis guerini (Duméril, Bibron & Duméril, 1854)
- Phimophis guianensis (Troschel, 1848)
- Phimophis scriptorcibatus Rodrigues, 1993
- Pliocercus euryzonus Cope, 1862Pseudoboa neuwiedii
- Pseudoboa coronata Schneider, 1801
- Pseudoboa haasi (Boettger, 1905)
- Pseudoboa martinsi Zaher, Oliveira & Franco, 2008
- Pseudoboa neuwiedii (Duméril, Bibron & Duméril, 1854)
- Pseudoboa nigra (Duméril, Bibron & Duméril, 1854)

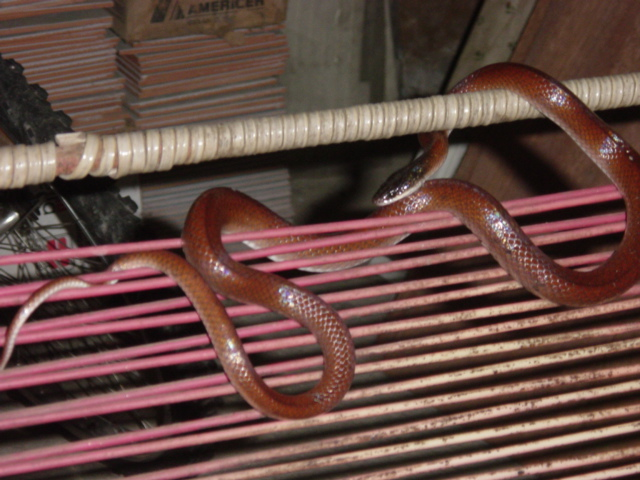
Pseudoboa neuwiedii

- Pseudoboa serrana Morato, Moura-Leite, Prudente & Bérnils, 1995
- Pseudoeryx plicatilis (Linnaeus, 1758)
- Psomophis genimaculatus (Boettger, 1885)
- Psomophis joberti (Sauvage, 1884)
- Psomophis obtusus (Cope, 1864)
- Ptychophis flavovirgatus Gomes, 1915
- Rhachidelus brazili Boulenger, 1908 - Cobra-preta
- Rodriguesophis chui (Rodrigues, 1993)
- Rodriguesophis iglesiasi (Gomes, 1915)
- Sibon nebulata (Linnaeus, 1758)
- Sibynomorphus lavillai Scrocchi, Porto & Rey, 1993
- Sibynomorphus mikanii (Schlegel, 1837)
- Sibynomorphus neuwiedi (Ihering, 1911)
- Sibynomorphus turgidus (Cope, 1868) Siphlophis cervinus

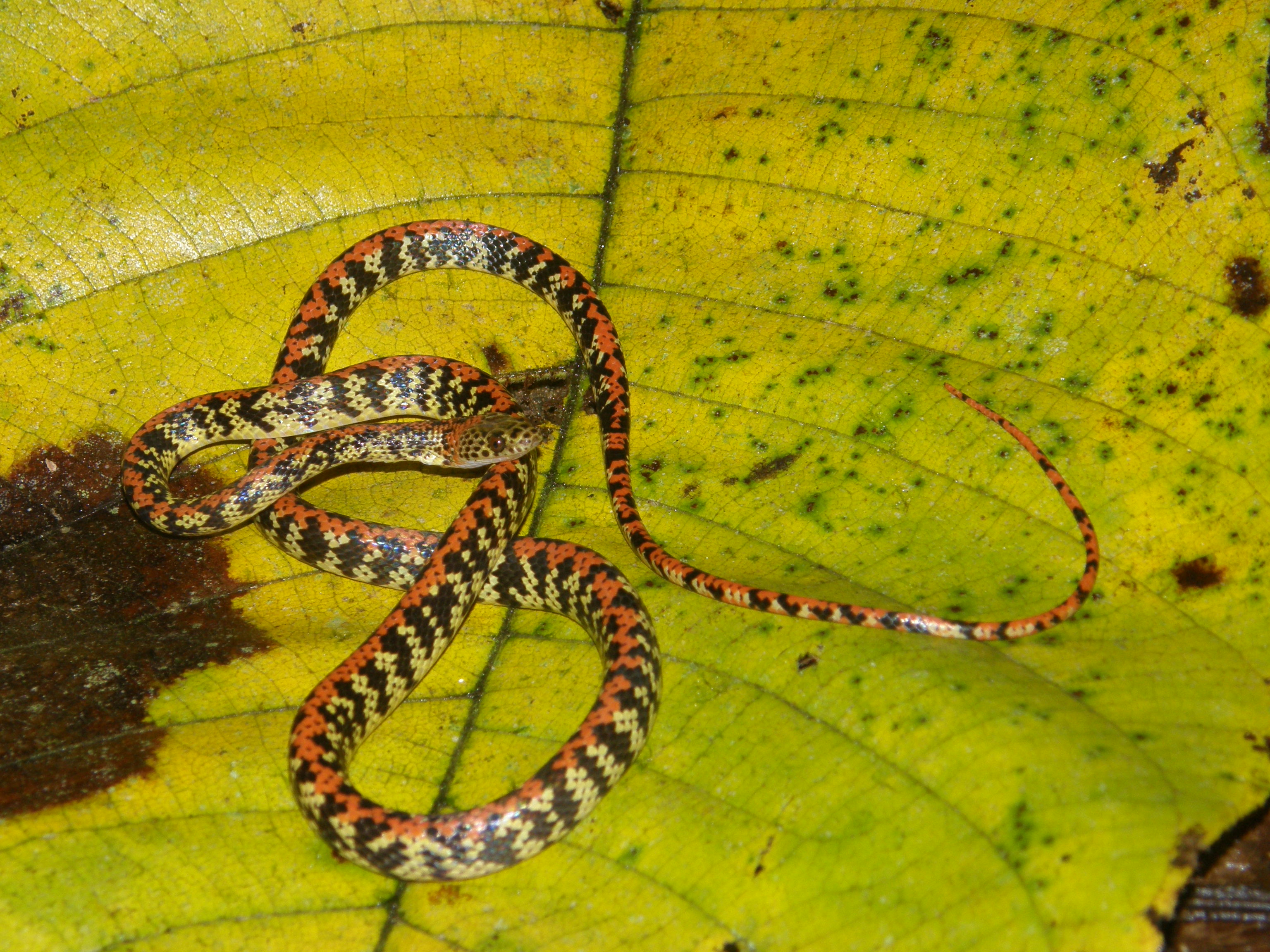
Siphlophis cervinus

- Sibynomorphus ventrimaculatus (Boulenger, 1885)
- Siphlophis cervinus (Laurenti, 1768)

- Siphlophis compressus (Daudin, 1803)
- Siphlophis leucocephalus (Günther, 1863)
- Siphlophis longicaudatus (Andersson, 1907)
- Siphlophis pulcher (Raddi, 1820)
- Siphlophis worontzowi (Prado, 1940)
- Sordellina punctata (Peters, 1880)
- Taeniophallus affinis (Günther, 1858)
- Taeniophallus bilineatus (Fischer, 1885)
- Taeniophallus brevirostris (Peters, 1863)
- Taeniophallus nicagus (Cope, 1895)
- Taeniophallus occipitalis (Jan, 1863)
- Taeniophallus persimilis (Cope, 1869)
- Taeniophallus poecilopogon (Cope, 1863)
- Taeniophallus quadriocellatus Santos-Jr, Di-Bernardo & Lema, 2008
- Thamnodynastes almae Franco & Ferreira, 2003
- Thamnodynastes chaquensis Bergna & Alvarez, 1993
- Thamnodynastes hypoconia (Cope, 1860) Thamnodynastes hypoconia
- Thamnodynastes lanei Bailey, Thomas & Silva-Jr, 2005

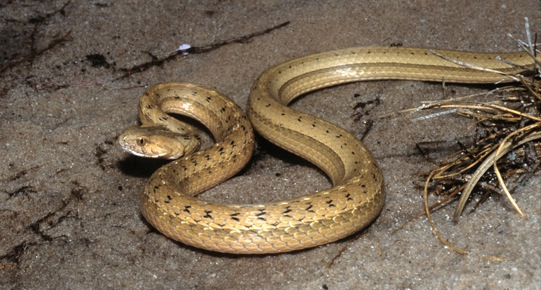
Thamnodynastes hypoconia

- Thamnodynastes longicaudus Franco, Ferreira, Marques & Sazima, 2003
- Thamnodynastes nattereri (Mikan, 1828)
- Thamnodynastes pallidus (Linnaeus, 1758)
- Thamnodynastes ramoriveroi Manzanilla & Sánchez, 2005
- Thamnodynastes rutilus (Prado, 1942)
- Thamnodynastes sertanejo Bailey, Thomas & Silva-Jr, 2005
- Thamnodynastes strigatus (Günther, 1858)
- Tomodon dorsatus Duméril, Bibron & Duméril, 1854
- Tomodon ocellatus Duméril, Bibron & Duméril, 1854
- Tropidodryas serra (Schlegel, 1837)
- Tropidodryas striaticeps (Cope, 1869) - Cobra-cipó
- Uromacerina ricardinii (Peracca, 1897)
- Xenodon dorbignyi (Duméril, Bibron & Duméril, 1854)
- Xenodon guentheri Boulenger, 1894
- Xenodon histricus (Jan, 1863)
- Xenodon matogrossensis (Scrocchi & Cruz, 1993)
- Xenodon merremii (Wagler, 1824) - Boipeva
- Xenodon nattereri (Steindachner, 1867)
- Xenodon neuwiedii Günther, 1863
- Xenodon rhabdocephalus (Wied, 1824)
- Xenodon severus (Linnaeus, 1758)
- Xenodon werneri Eiselt, 1963
- Xenopholis scalaris (Wucherer, 1861)
- Xenopholis undulatus (Jensen, 1900)
- Xenopholis werdingorum Jansen, Álvarez & Köhler, 2009

Família Elapidae Boie, 1827
- Leptomicrurus collaris (Schlegel, 1837)
- Leptomicrurus narduccii (Jan, 1863)

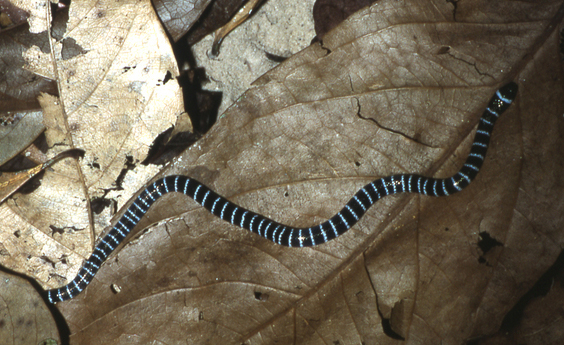
Micrurus annellatus

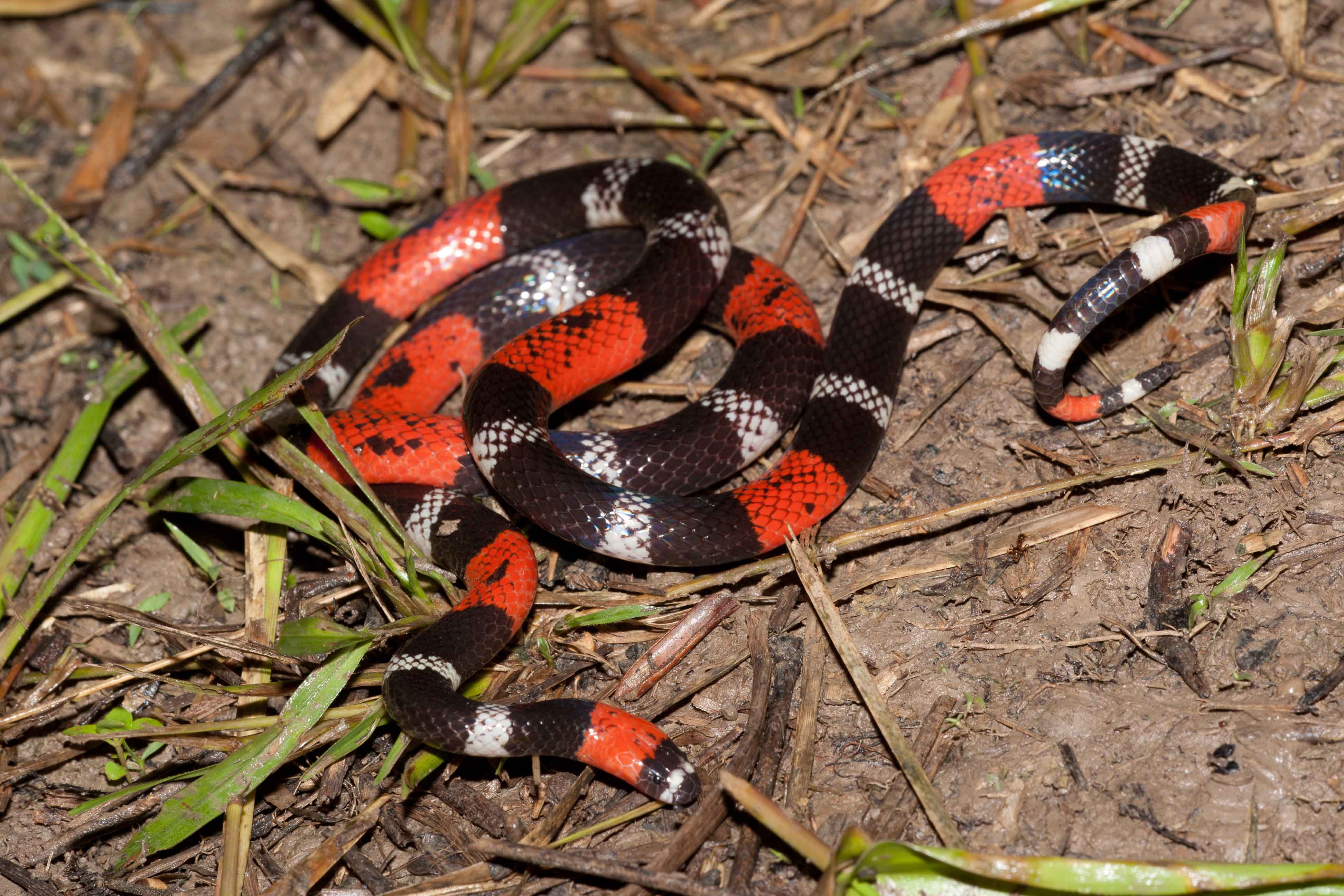
Micrurus lemniscatus

- Leptomicrurus scutiventris (Cope, 1870)
- Micrurus albicinctus Amaral, 1926
- Micrurus altirostris (Cope, 1859)
- Micrurus annellatus (Peters, 1871)
- Micrurus averyi Schmidt, 1939
- Micrurus brasiliensis Roze, 1967
- Micrurus corallinus (Merrem, 1820)
- Micrurus decoratus (Jan, 1858)
- Micrurus filiformis (Günther, 1859)
- Micrurus frontalis (Duméril, Bibron & Duméril, 1854)
- Micrurus hemprichii (Jan, 1858)
- Micrurus ibiboboca (Merrem, 1820)
- Micrurus isozonus (Cope, 1860)
- Micrurus langsdorffi Wagler, 1824
- Micrurus lemniscatus (Linnaeus, 1758)
- Micrurus mipartitus (Duméril, Bibron & Duméril, 1854)
- Micrurus nattereri Schmidt, 1952
- Micrurus ornatissimus (Jan, 1858)
- Micrurus pacaraimae Carvalho, 2002
- Micrurus paraensis Cunha & Nascimento, 1973
- Micrurus psyches (Daudin, 1803)
- Micrurus putumayensis Lancini, 1962
- Micrurus pyrrhocryptus (Cope, 1862)
- Micrurus remotus Roze, 1987
- Micrurus silviae Di-Bernardo, Borges-Martins & Silva, 2007
- Micrurus spixii Wagler, 1824
- Micrurus surinamensis (Cuvier, 1817)
- Micrurus tricolor Hoge, 1956

Família Viperidae Oppel, 1811
- Bothrocophias hyoprora (Amaral, 1935)

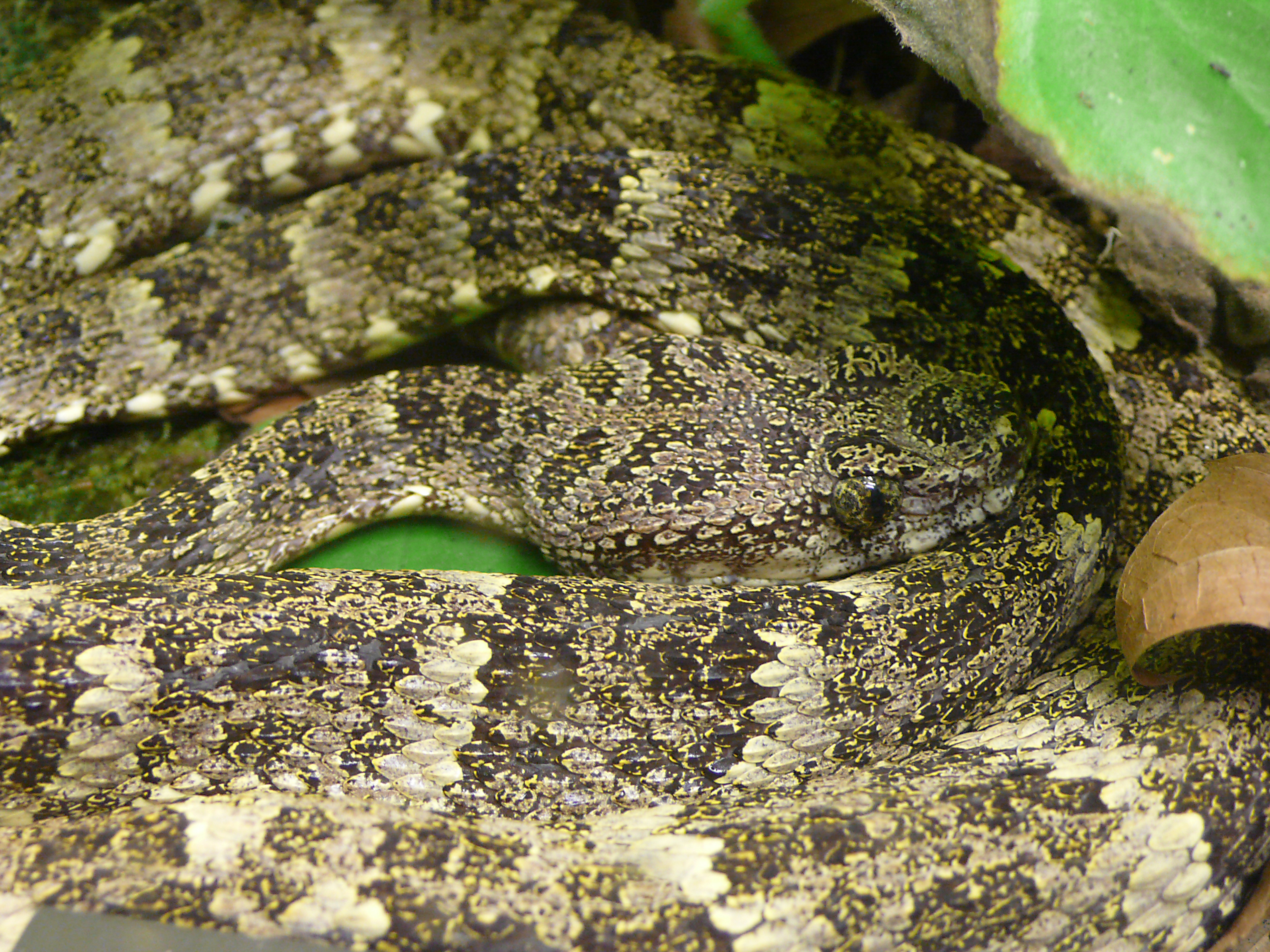
Bothriopsis taeniata

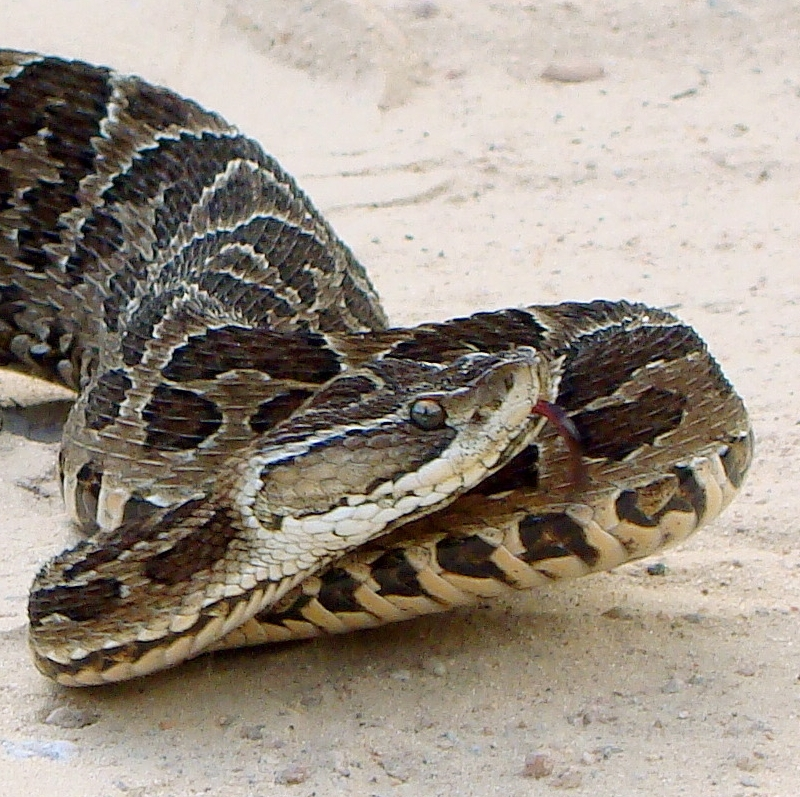
Rhinocerophis alternatus

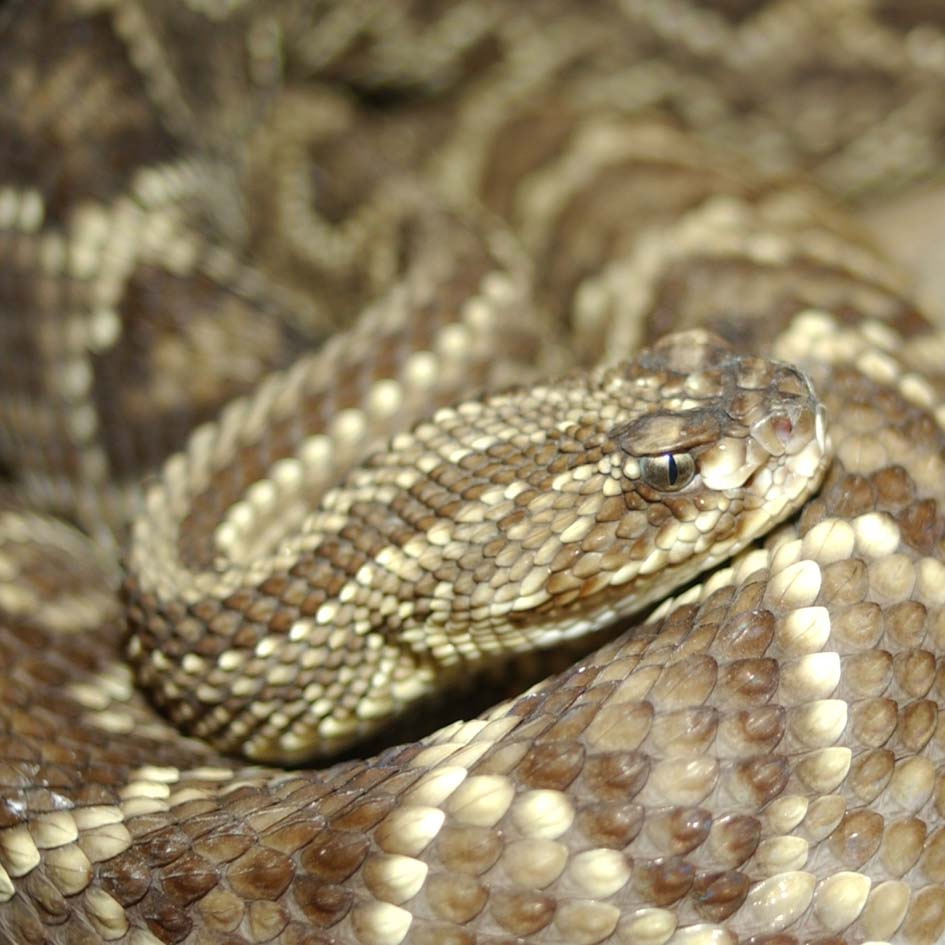
Crotalus durissus

- Bothrocophias microphthalmus (Cope, 1876)
- Bothrops alcatraz Marques, Martins & Sazima, 2002 - Jararaca-das-alcatrazes
- Bothrops alternatus Duméril, Bibron & Duméril, 1854 - Urutu
- Bothrops atrox (Linnaeus, 1758) - Jararaca-do-norte
- Bothrops bilineatus (Wied, 1825) - Jararaca-verde
- Bothrops brazili Hoge, 1954
- Bothrops cotiara (Gomes, 1913) - Cotiara
- Bothrops diporus Cope, 1862
- Bothrops erythromelas Amaral, 1923 - Jararaca-da-seca
- Bothrops fonsecai (Hoge & Belluomini, 1959) - Cotiara
- Bothrops insularis (Amaral, 1921) - Jararaca-ilhoa
- Bothrops itapetiningae (Boulenger, 1907) - Cotiarinha
- Bothrops jararaca (Wied, 1824) - Jararaca-verdadeira
- Bothrops jararacussu Lacerda, 1884 - Jararacuçu
- Bothrops leucurus Wagler, 1824
- Bothrops lutzi (Miranda-Ribeiro, 1915)
- Bothrops marajoensis Hoge, 1966
- Bothrops marmoratus Silva & Rodrigues, 2008
- Bothrops mattogrossensis Amaral, 1925
- Bothrops moojeni Hoge, 1966 - Caiçara
- Bothrops muriciensis Ferrarezzi & Freire, 2001
- Bothrops neuwiedi Wagler, 1824 - Jararaca-pintada
- Bothrops otavioi Barbo, Grazziotin, Sazima, Martins & Sawaya, 2012
- Bothrops pauloensis Amaral, 1925
- Bothrops pirajai Amaral, 1923 - Juracuçu-tapete
- Bothrops pubescens (Cope, 1870)
- Bothrops taeniatus (Wagler, 1824) - Jararaca-tigrina
- Crotalus durissus (Linnaeus, 1758) - Cascavel
- Lachesis muta (Linnaeus, 1766) - Surucucu